# Patrimonio cultural inmaterial de la Humanidad

Logotipo del programa Patrimonio Cultural Inmaterial de la Humanidad de la Unesco.

El patrimonio cultural inmaterial o patrimonio cultural intangible forma parte de las declaraciones de la Unesco para la salvaguardia del patrimonio cultural no tangible, conocido como oral o inmaterial. Según la Convención para la salvaguardia del patrimonio cultural inmaterial, el patrimonio cultural inmaterial (PCI) "es el crisol de nuestra diversidad cultural y su conservación, una garantía de creatividad permanente". Existe un comité, reunido de forma regular, para inscribir los elementos del PCI, elegidos según relevancia, como por ejemplo la Plaza de Yamaa el Fna de Marrakech.
El concepto surgió en los años 1990 como contrapartida al Patrimonio de la Humanidad, que se centra en aspectos esenciales de la cultura. En 2001, la Unesco realizó una encuesta entre estados y ONGs para intentar acordar una definición, y una Convención fue adoptada en 2003 para su protección.

## Definición

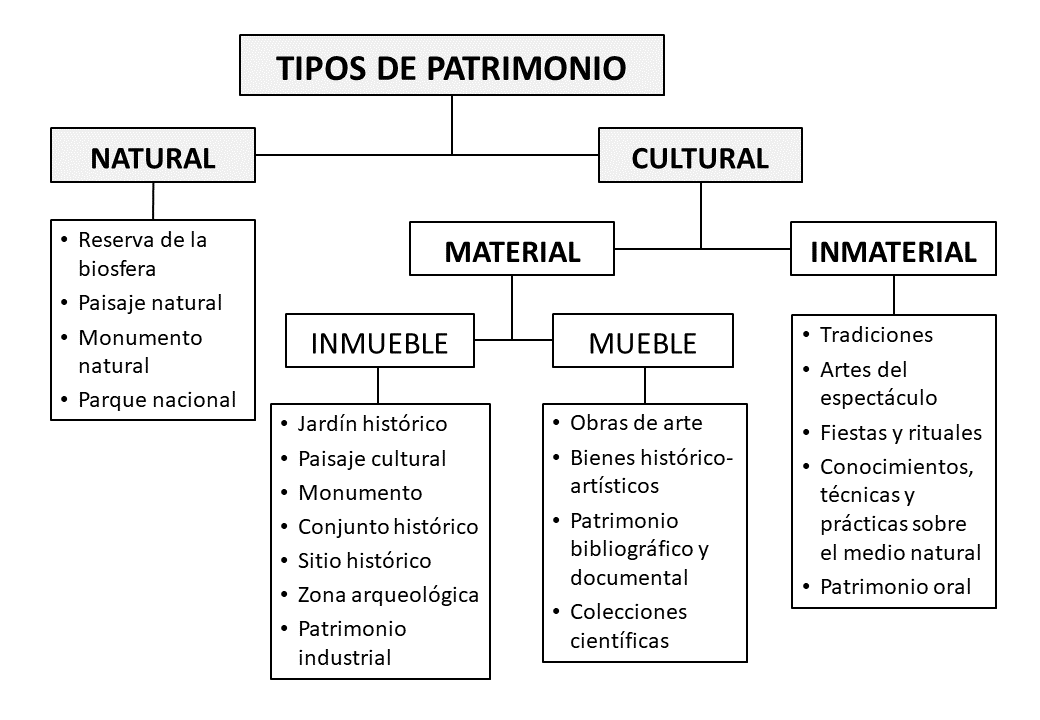
Tipos de patrimonio.

La Unesco define el patrimonio como “el conjunto de creaciones basadas en la tradición de una comunidad cultural expresada por un grupo”. Lengua, literatura, música y danza, juegos y deportes, tradiciones culinarias, los rituales y mitologías, conocimientos y usos relacionados con el universo, los conocimientos técnicos relacionados con la artesanía y los espacios culturales se encuentran entre las muchas formas de patrimonio inmaterial. El patrimonio inmaterial es visto como un depósito de la diversidad cultural, y la expresión creativa, así como una fuerza motriz para las culturas vivas. Como se puede ser vulnerable a las fuerzas de la globalización, la transformación social y la intolerancia, la Unesco alienta a las comunidades para identificar, documentar, proteger, promover y revitalizar ese patrimonio.
Según la Convención de 2003 para la Salvaguarda del Patrimonio Cultural Inmaterial —también llamado patrimonio viviente—, es la raíz de nuestra diversidad cultural y su mantenimiento es una garantía para la continuación de la creatividad. Se define de esta manera:
Patrimonio cultural inmaterial significa las prácticas, representaciones, expresiones, conocimientos y habilidades, así como los instrumentos, los objetos y artefactos, los espacios culturales asociados con los mismo que las comunidades, los grupos y en algunos casos los individuos reconocen como parte de su legado cultural. Este patrimonio cultural inmaterial, transmitido de generación a generación, es constantemente recreado por comunidades y grupos en respuesta a su entorno, su interacción con la naturaleza y su historia, y les proporciona un sentido de identidad y continuidad, promoviendo de este modo el respeto por la diversidad cultural y la creatividad humana. Para los fines de esta Convención, la consideración se concederá únicamente al patrimonio cultural inmaterial en tanto sea compatible con los vigentes instrumentos humanos de derecho, así como con los requerimientos de mutuo respeto entre comunidades, grupos e individuos, y a un desarrollo sostenible.

## Historia
Las obras maestras del patrimonio oral e intangible de la humanidad integran una lista mantenida por la Unesco de elementos del patrimonio cultural inmaterial que dicho organismo considera relevantes.
La lista comenzó en 2001 con un conjunto de 19 obras a la que luego se añadieron otras 28 en 2003. El 25 de noviembre de 2005 se emitió una lista agregando otras 43 obras. Este programa se concluyó en 2006 con la entrada en vigor de la Convención para la salvaguardia del patrimonio cultural inmaterial. Las obras maestras estarán integradas dentro de las listas previstas por dicha Convención. El 5 de noviembre de 2008, en la reunión de la Unesco en Estambul, se creó la Lista Representativa del Patrimonio Cultural Inmaterial de la Humanidad, que estará integrada en principio por los 90 elementos que la Unesco proclamó obras maestras del patrimonio oral e intangible en 2001, 2003 y 2005.
La Unesco desarrolló un sistema de listado (consistente en una lista de legados representativos y otra de legados amenazados). El Comité Intergubernamental estableció los criterios y procedimientos para inscribir el patrimonio natural en dicha lista. Las primeras inscripciones se realizaron en 2008, cuando en la Lista Representativa del Patrimonio Cultural Inmaterial de la Humanidad se proclamaron las 90 Obras Maestras del Patrimonio Oral e Intangible de la Humanidad.

## Objetivos
Puesto que el destino y lugar de preservación de estos lugares es la propia mente, el ser humano es el instrumento para su materialización. De esta forma, tal y como ocurre en muchas sociedades con la transmisión del conocimiento, la del PCI es una manifestación colectiva.
Debido a los factores que tienden a homogeneizar y estandarizar en una civilización global, este instrumento pretende proteger todo el patrimonio amenazado por estos factores, recuperando y difundiendo los valores y la cultura, el patrimonio oral en definitiva, que se vea en peligro y sea merecedor de dicho estatus.
La Convención identifica grupos depositarios de valores orales, aunque no los apunta, de forma que se subraya el carácter inmaterial del conocimiento y la cultura, no arraigados en un lugar o en una colectividad concretos.
Cabe especial atención el concepto de Lista Representativa presentado por la Convención. "Representativa" es una potencialidad que puede implicar tanto representativa de la creatividad de la humanidad, como del patrimonio cultural de los Estados, o de las comunidades depositarias de las tradiciones en cuestión.

## Continuidad oral
El PCI pasa oralmente dentro de una comunidad, y mientras haya individuos que porten la tradición, el patrimonio cultural inmaterial es siempre más grande que el propio conocimiento o las habilidades de una persona.

Los procesos relacionados con la continuación de este conocimiento tradicional constituyen uno de los aspectos más interesantes de nuestro legado viviente. Cada miembro de una comunidad posee un pedazo de ese conocimiento compartido. El conocimiendo crucial es traspasado durante las actividades de la comunidad, frecuentemente sin una atención consciente al proceso.
Creative Newfoundland and Labrador: The Blueprint for Development and Investment in Culture,Government of Newfoundland and Labrador, 2006, page 34.

Aun cuando se asocia de manera casi automática el Patrimonio cultural inmaterial (PCI) con el folclor, son campos enunciativos que responden a lógicas políticas, filosóficas y sociales diferentes (Santoyo 2006). Mientras el folclor, como lo explica Santoyo (2006), reposa en las ideas del pueblo, identidad y tradición, fundamentado en la cultura tradicional o popular, y permitió la búsqueda de las expresiones culturales compartidas y auténticas para la construcción y conceptualización de Colombia como un pueblo nacional mestizo, católico, y arraigado en el trabajo en la tierra, el PCI es una categoría mucho más amplia que abarca las expresiones folclóricas pero no se reduce a ellas, precisamente por los múltiples y diversos campos que lo conforman, convirtiéndose en un mecanismo de difusión de los derechos humanos de las comunidades e inclusión de la diversidad cultural. Sin embargo, dicha diferenciación aún no es clara, y muchos de los inventarios del PCI desarrollados en el país, aplican la fórmula PCI = Folclor.

### Historia oral
El patrimonio cultural inmaterial (PCI) es ligeramente distinto de la disciplina de la historia oral: el registro, preservación e interpretación de la información histórica (específicamente, la tradición oral, basada en la experiencia personal y en opiniones del hablante). El PCI trata de preservar el legado cultural junto a la gente de la comunidad protegiendo los procesos que permiten que las tradiciones y el conocimiento compartido puedan pasar de unos a otros, mientras que la historia oral trata de reunir y preservar información histórica de individuos y grupos.

## Proceso de proclamación

### La nominación
Parte del hecho en que un patrimonio ya declarado inmaterial nacional dentro de su país o región de origen es convocado al listado para la salvaguardia del mismo.

### La evaluación
Cada año, el Comité se reúne para evaluar las candidaturas y decidir acerca de las inscripciones de las prácticas y expresiones culturales del patrimonio inmaterial propuestas. La Lista del Patrimonio Cultural Inmaterial que requiere medidas urgentes de salvaguardia se compone de elementos del patrimonio cultural inmaterial que las comunidades y los Estados consideran que necesitan medidas de salvaguardia urgentes, mientras que la Lista Representativa del Patrimonio Cultural Inmaterial de la Humanidad se compone de las expresiones que ilustran la diversidad del patrimonio inmaterial y contribuyen a una mayor consciencia de su importancia.

#### Los criterios para la inscripción en la Lista Representativa
En los expedientes presentados los Estados Partes, deberán demostrar que el elemento propuesto para una inscripción en la Lista representativa reúne todos los criterios enumerados a continuación:
- R.1 El elemento es patrimonio cultural inmaterial, tal y como definido en el Artículo 2 de la Convención.
- R.2 La inscripción del elemento contribuirá a dar a conocer el patrimonio cultural inmaterial, a lograr que se tome conciencia de su importancia y a propiciar el diálogo, poniendo así de manifiesto la diversidad cultural a escala mundial y dando testimonio de la creatividad humana.
- R.3 Se elaboran medidas de salvaguardia que podrían proteger y promover el elemento.
- R.4 La propuesta de inscripción del elemento se ha presentado con la participación más amplia posible de la comunidad, el grupo o, si procede, los individuos interesados y con su consentimiento libre, previo e informado.
- R.5 El elemento figura en un inventario del patrimonio cultural inmaterial presente en el(los) territorio(s) del(los) Estado(s) Parte(s) solicitante(s).

#### Los criterios de inscripción en la Lista de Salvaguardia Urgente
En los expedientes de candidatura, se requerirá al(los) Estado(s) Parte(s) solicitante(s) o, en caso de extrema urgencia, a (los) solicitante(s), que demuestren que el elemento propuesto para una inscripción en la Lista de salvaguardia urgente reúne todos los criterios siguientes:
- U.1. El elemento es patrimonio cultural inmaterial, tal y como lo define el Artículo 2 de la Convención.
- U.2:

a. El elemento requiere medidas urgentes de salvaguardia porque su viabilidad corre peligro a pesar de los esfuerzos de la comunidad, el grupo o, si procede, los individuos y Estado(s) Parte(s) interesados;
b. El elemento requiere medidas de salvaguardia de extrema urgencia porque se enfrenta a graves amenazas debido a las cuales no cabe esperar que subsista sin las correspondientes medidas inmediatas de salvaguardia.
- U.3. Se elaboran medidas de salvaguardia que podrían permitir a la comunidad, el grupo o, si procede, los individuos interesados seguir practicando y transmitiendo el elemento.
- U.4. La propuesta de inscripción del elemento se ha presentado con la participación más amplia posible de la comunidad, el grupo o, si procede, los individuos interesados y con su consentimiento libre, previo e informado.
- U.5. El elemento figura en un inventario, del patrimonio cultural inmaterial presente en el(los) territorio(s) del(los) Estado(s) Parte(s) solicitante(s), en el sentido del Artículo 11 y Artículo 12 de la Convención.
- U.6. En casos de extrema urgencia, se ha consultado a(l)(los) Estado(s) Parte(s) interesado(s) acerca de la inscripción del elemento con arreglo a lo dispuesto en el párrafo 3 del Artículo 17.

#### Criterios de selección para el Registro de las mejores prácticas de salvaguardia
El artículo 18 de la Convención de 2003 estipula que el Comité Intergubernamental seleccionará periódicamente, entre las propuestas presentadas por los Estados Partes, programas, proyectos y actividades de salvaguardia del patrimonio cultural inmaterial considerando los que mejor reflejen los principios y objetivos de la Convención. Una vez seleccionado, el Comité promoverá estas iniciativas como las buenas prácticas de salvaguardia y las apoyará para una mayor difusión. Se espera que este registro de prácticas ejemplares pueda servir como una plataforma para el intercambio de buenas prácticas, así como servir de fuente de inspiración a los Estados, las comunidades y todos los interesados en la salvaguardia del patrimonio cultural inmaterial.
De entre los programas, proyectos o actividades que se proponen a la Comisión por los Estados Partes, solo aquellos que cumplan los siguientes criterios serán incluidos en la lista:
- Criterio-1: El programa, proyecto o actividad supone una salvaguardia, tal como se define en el artículo 2, 0.3 de la Convención
- Criterio-5: El programa, proyecto o actividad promueve la coordinación de los esfuerzos para salvaguardar el patrimonio cultural inmaterial en los niveles regional, subregional y / o internacional.
- Criterio-6: El programa, proyecto o actividad refleja los principios y objetivos de la Convención.
- Criterio-4: Si ya completado, el programa, proyecto o actividad ha demostrado ser eficaz para contribuir a la viabilidad del patrimonio cultural inmaterial de que se trate. Si todavía en curso o en proyecto, es razonable esperar que contribuya sustancialmente a la viabilidad del patrimonio cultural inmaterial de que se trate.
- Criterio-3: El programa, proyecto o actividad ha sido o serán implementados con la participación de la comunidad, el grupo o, si procede, los individuos interesados y con su consentimiento libre, previo e informado.
- Criterio-2: El programa, proyecto o actividad podría servir de modelo subregional, regional o internacional, según sea el caso, para las actividades de salvaguardia.
- Criterio-7: El Estado Parte que ha presentado (s), la implementación de organismo (s), y la comunidad, el grupo o, si procede, los individuos interesados están dispuestos a cooperar en la difusión de las mejores prácticas, si se selecciona su programa, proyecto o actividad.
- Criterio-8: El programa, proyecto o actividad se proponen experiencias que son susceptibles a una evaluación de sus resultados.
- Criterio-9: El programa, proyecto o actividad responde principalmente a las necesidades particulares de los países en desarrollo.

## Secciones del Comité Intergubernamental de Salvaguardia del Patrimonio Inmaterial
Secciones ordinarias
| Sesión | Año  | Fecha                             | Ciudad anfitriona | Estado miembro         |
| ------ | ---- | --------------------------------- | ----------------- | ---------------------- |
| 1.ª    | 2006 | 18 y 19 de noviembre              | Argel             | Argelia                |
| 2.ª    | 2007 | 3 al 7 de septiembre              | Tokio             | Japón                  |
| 3.ª    | 2008 | 4 al 8 de noviembre               | Estambul          | Turquía                |
| 4.ª    | 2009 | 28 de septiembre al 2 de octubre  | Abu Dabi          | Emiratos Árabes Unidos |
| 5.ª    | 2010 | 15 al 19 de noviembre             | Nairobi           | Kenia                  |
| 6.ª    | 2011 | 22 al 29 de noviembre             | Bali              | Indonesia              |
| 7.ª    | 2012 | 3 al 7 de diciembre               | Sede Unesco       | Francia                |
| 8.ª    | 2013 | 2 al 8 de diciembre               | Bakú              | Azerbaiyán             |
| 9.ª    | 2014 | 24 al 28 de noviembre             | Sede Unesco       | Francia                |
| 10.ª   | 2015 | 30 de noviembre al 4 de diciembre | Windhoek          | Namibia                |
| 11.ª   | 2016 | 28 de noviembre al 2 de diciembre | Addis Abeba       | Etiopía                |
| 12.ª   | 2017 | 4 al 8 de diciembre               | Seúl              | Corea del Sur          |
| 13.ª   | 2018 | 26 de noviembre al 1 de diciembre | Port Louis        | Mauricio               |
| 14.ª   | 2019 | 9 de diciembre al 14 de diciembre | Bogotá            | Colombia               |
| 15.ª   | 2020 | 30 de noviembre al 5 de diciembre | Kingston          | Jamaica                |
| 16.ª   | 2021 | 13 al 18 de diciembre             | Sede Unesco       | Francia                |
| 17.ª   | 2022 | 28 de noviembre al 2 de diciembre | Rabat             | Marruecos              |
| 18.ª   | 2023 | 4 al 9 de diciembre               | Kasane            | Botsuana               |
| 19.ª   | 2024 | 2 al 7 de diciembre               | Asunción          | Paraguay               |
| 20.ª   | 2025 | 8 al 13 de diciembre              | Nueva Delhi       | India                  |

Sesiones extraordinarias
| Sesión | Año  | Fecha               | Ciudad anfitriona | Estado miembro |
| ------ | ---- | ------------------- | ----------------- | -------------- |
| 1.ª    | 2007 | 23 al 27 de mayo    | Chengdu           | China          |
| 2.ª    | 2008 | 18 al 22 de febrero | Sofía             | Bulgaria       |
| 3.ª    | 2008 | 16 a 19 de junio    | París             | Francia        |
| 4.ª    | 2012 | 8 de junio          | Sede Unesco       | Francia        |

## Regiones Patrimonio de la Humanidad
A continuación se incluyen enlaces a las listas de los distintos lugares ordenados por región geográfica (clasificación determinada por la Unesco):
- Patrimonio cultural inmaterial de la humanidad en África (no incluye los países de los Estados árabes, ni las Islas Canarias y plazas de soberanía españolas).[35]
- Patrimonio cultural inmaterial de la humanidad en América Latina y el Caribe.[36]
- Patrimonio cultural inmaterial de la humanidad en Asia y Pacífico (no incluye los países de los Estados árabes, ni a Hawái).[37]
- Patrimonio cultural inmaterial de la humanidad en Estados árabes (incluye además una zona de Jerusalén propuesta por Jordania).[38]
- Patrimonio cultural inmaterial de la humanidad en Europa y América del Norte (no incluye a México, se encuentran en este grupo Israel y Hawái).[39]

Algunas tradiciones están incluidas en la Lista de Salvaguardia Urgente del Patrimonio Inmaterial, para movilizar los esfuerzos concertados de los diversos actores implicados con el fin de salvaguardar específicamente el patrimonio cultural inmaterial en peligro.

## Material cultural

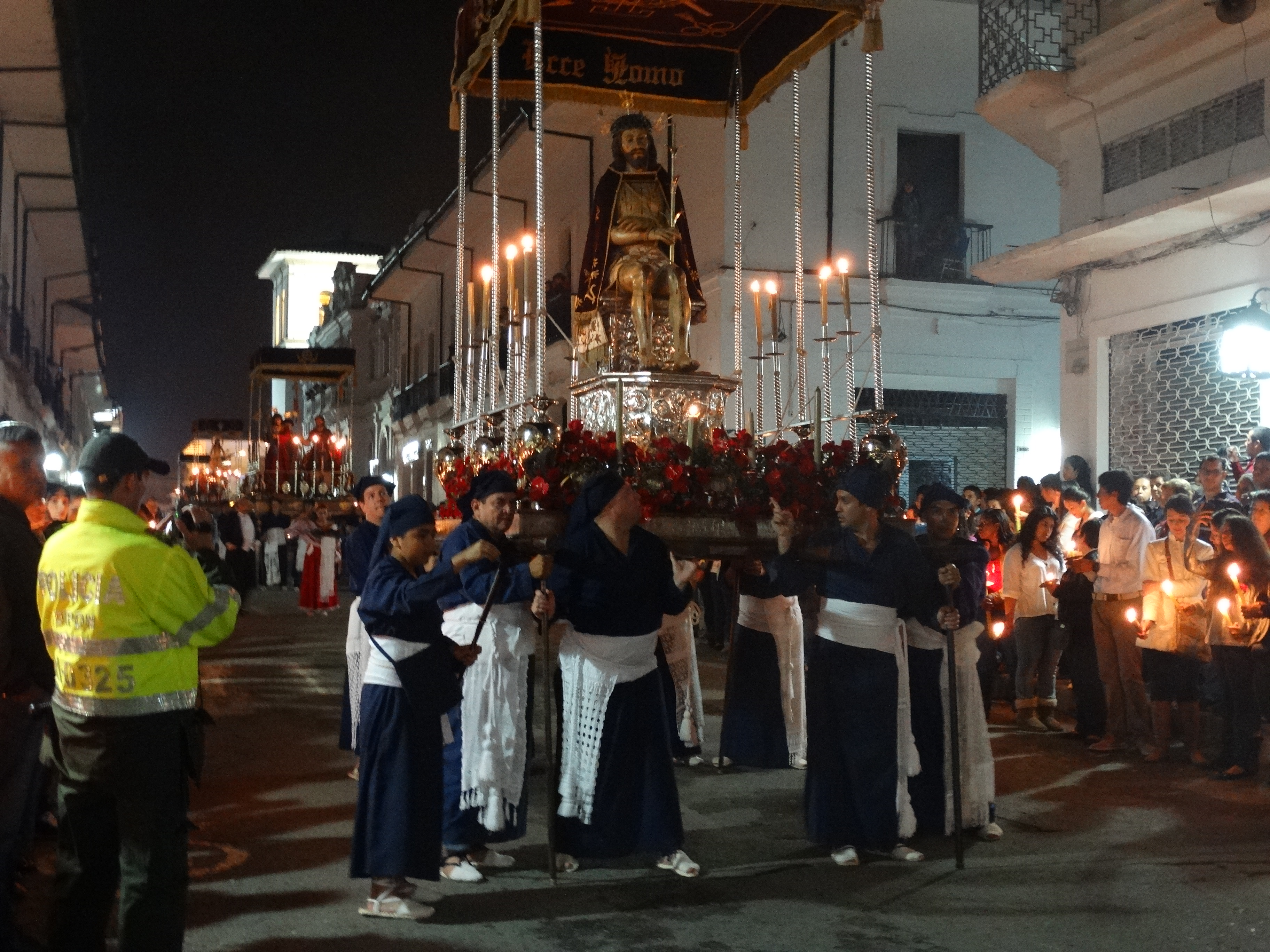
Procesiones de Semana Santa en Popayán,  Colombia.
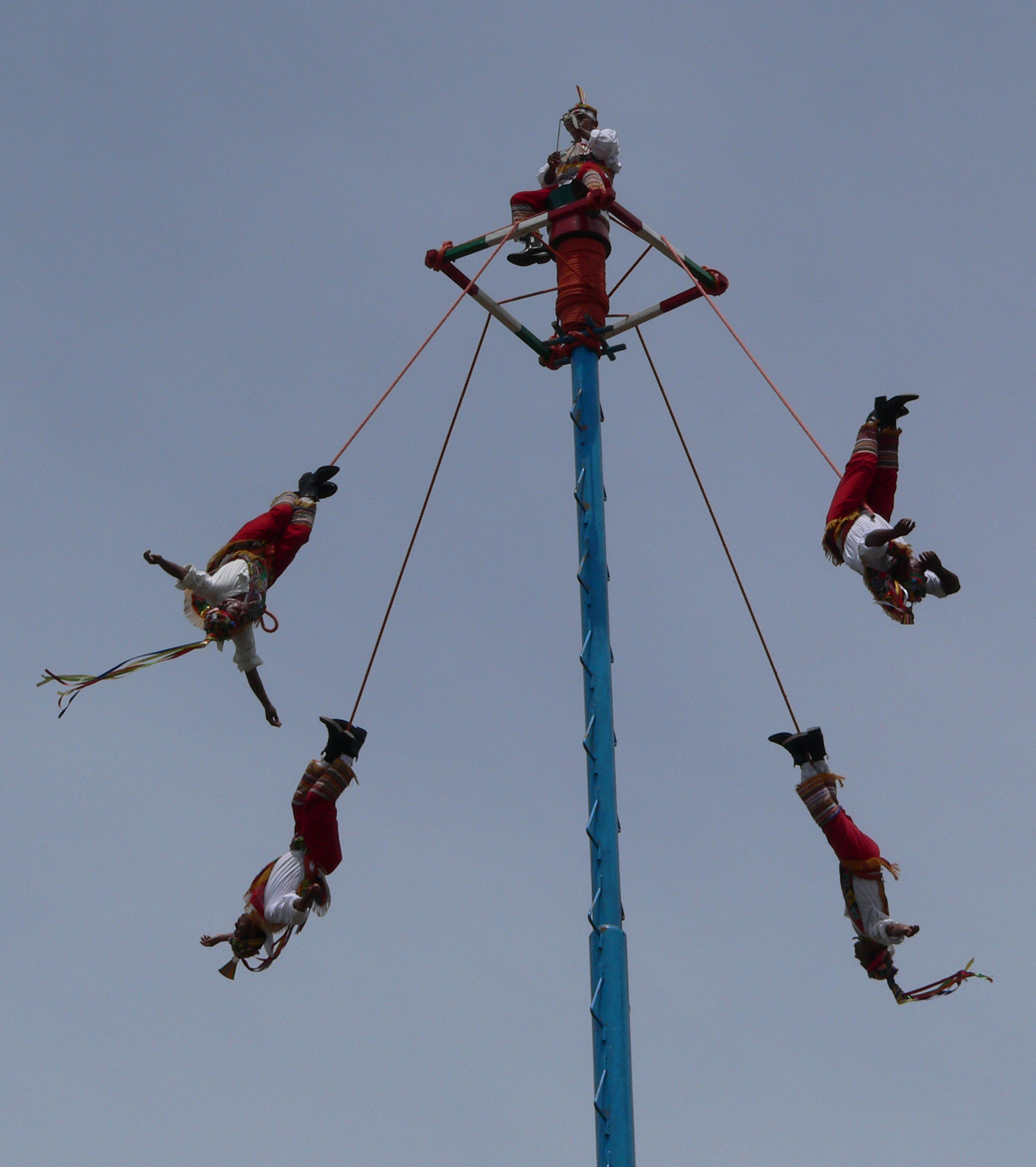
Voladores de papantla,  México.
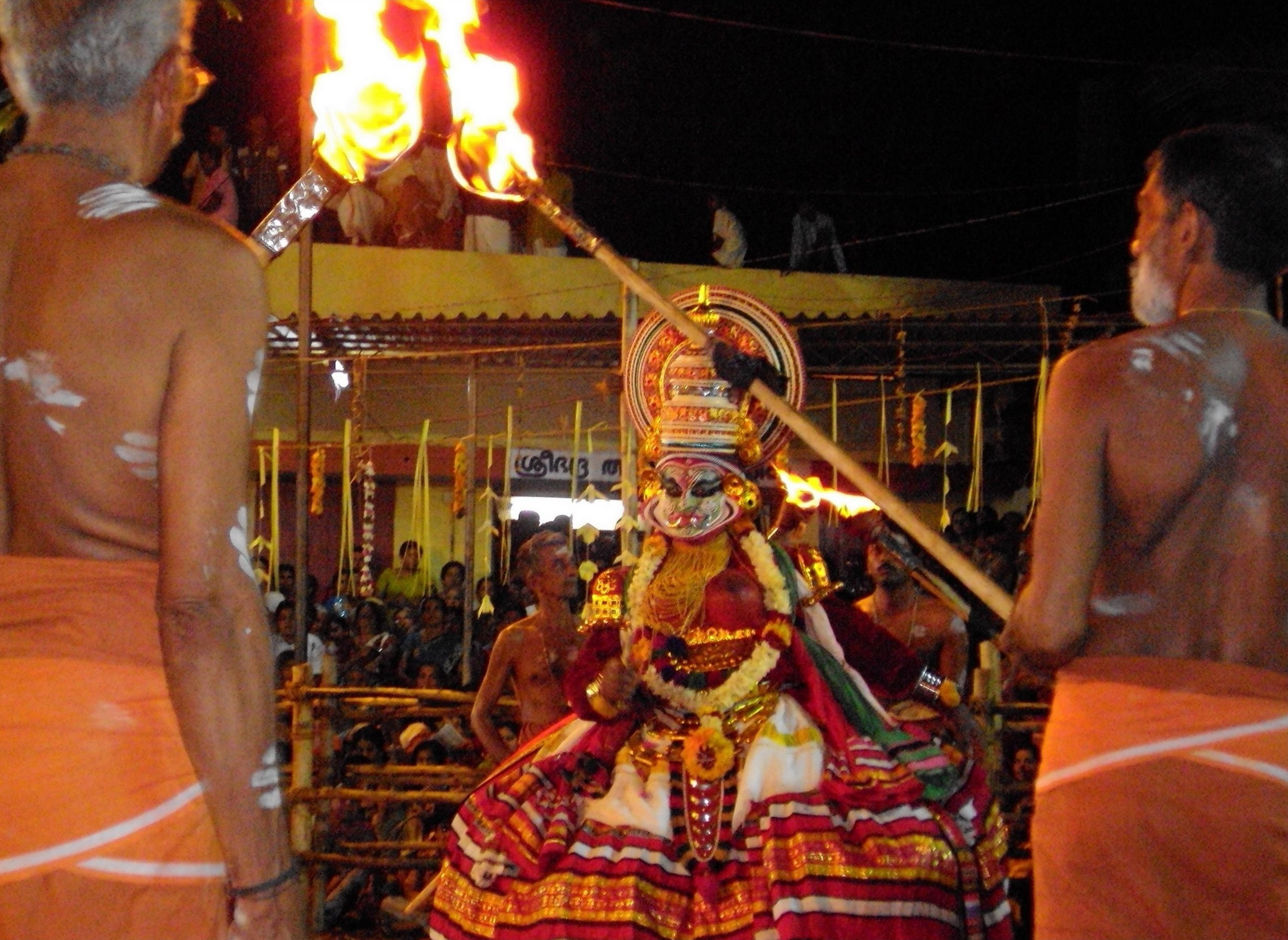
El mudiyettu,  India.
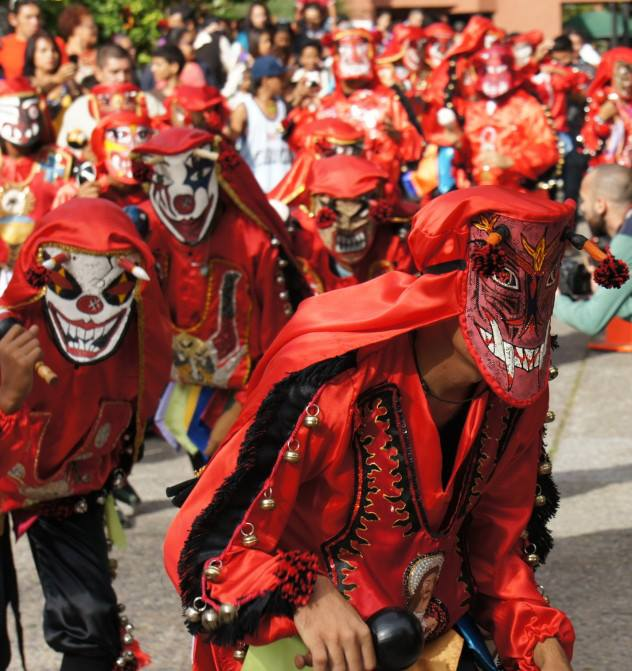
Diablos danzantes de Corpus Christi,  Venezuela.
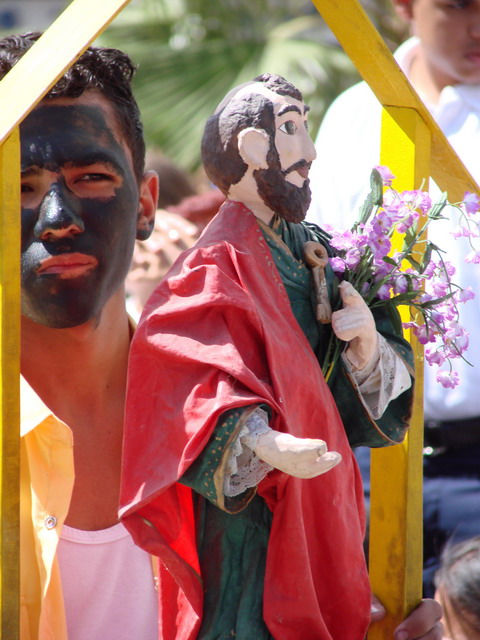
La Parranda de San Pedro de Guarenas y Guatire,  Venezuela.
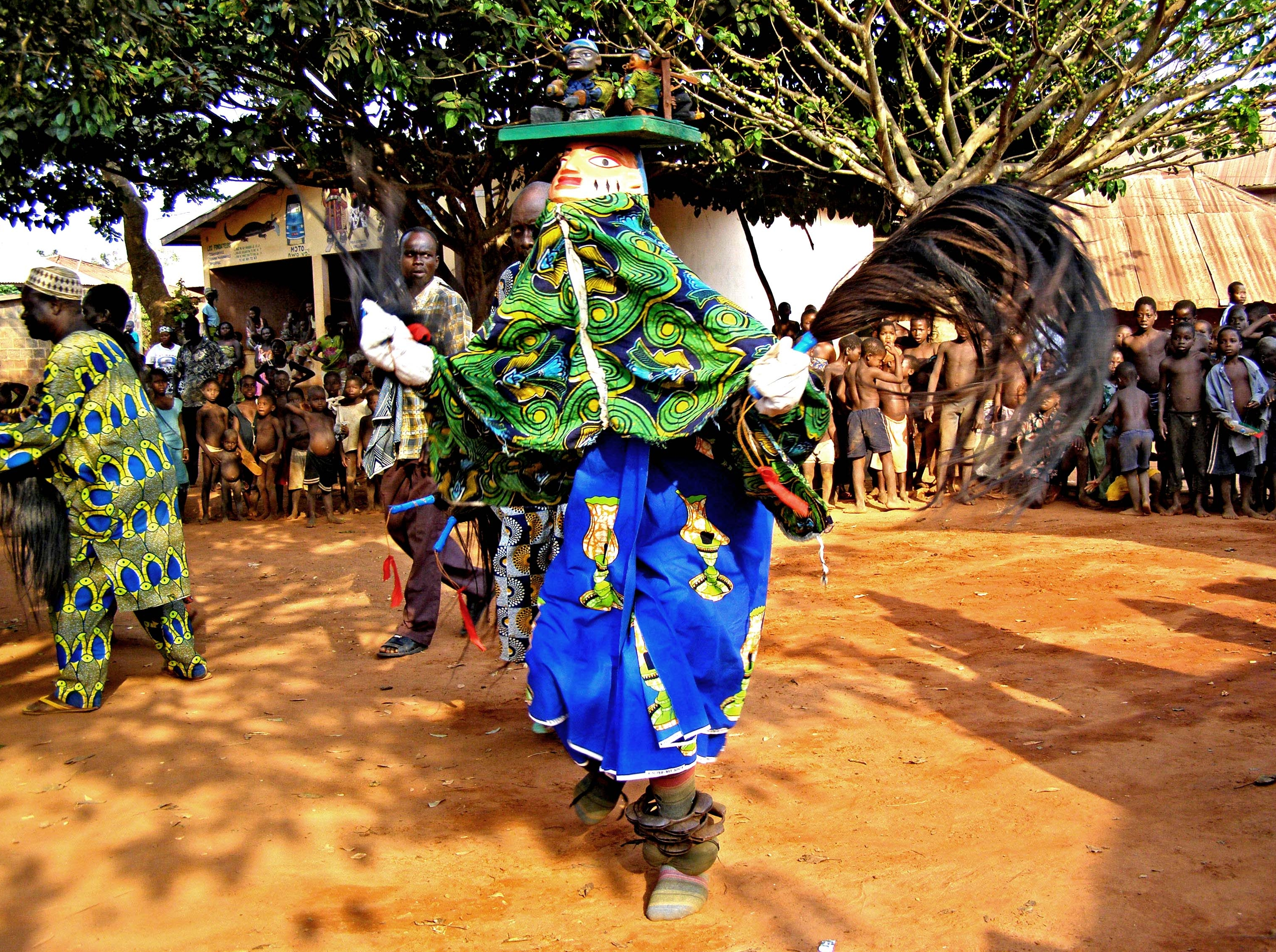
El patrimonio oral Gelede,  Benín,  Nigeria y  Togo.
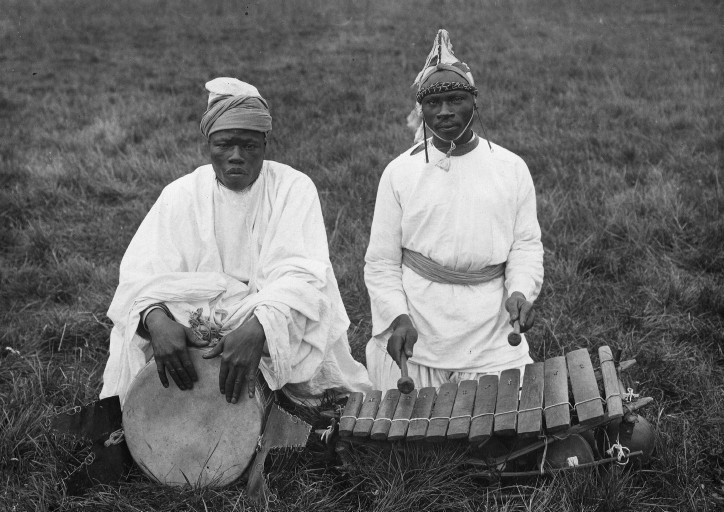
Las prácticas y expresiones culturales vinculadas al balafon de las comunidades senufo de Malí, Burkina Faso y Côte d’Ivoire,  Mali,  Burkina Faso y  Costa de Marfil.
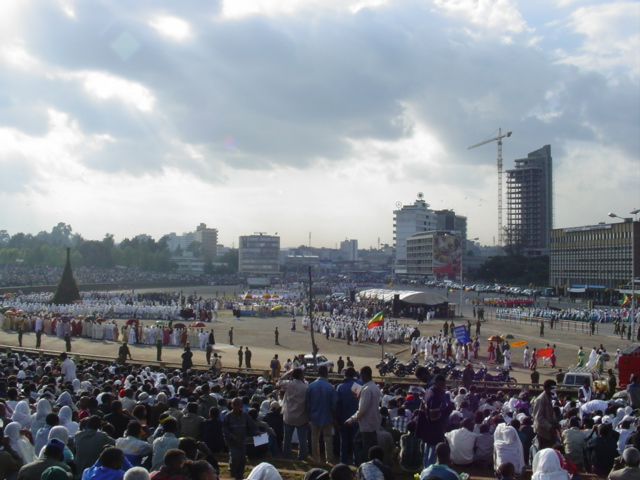
Fiesta conmemorativa del hallazgo de la Verdadera Santa Cruz de Cristo,  Etiopía.
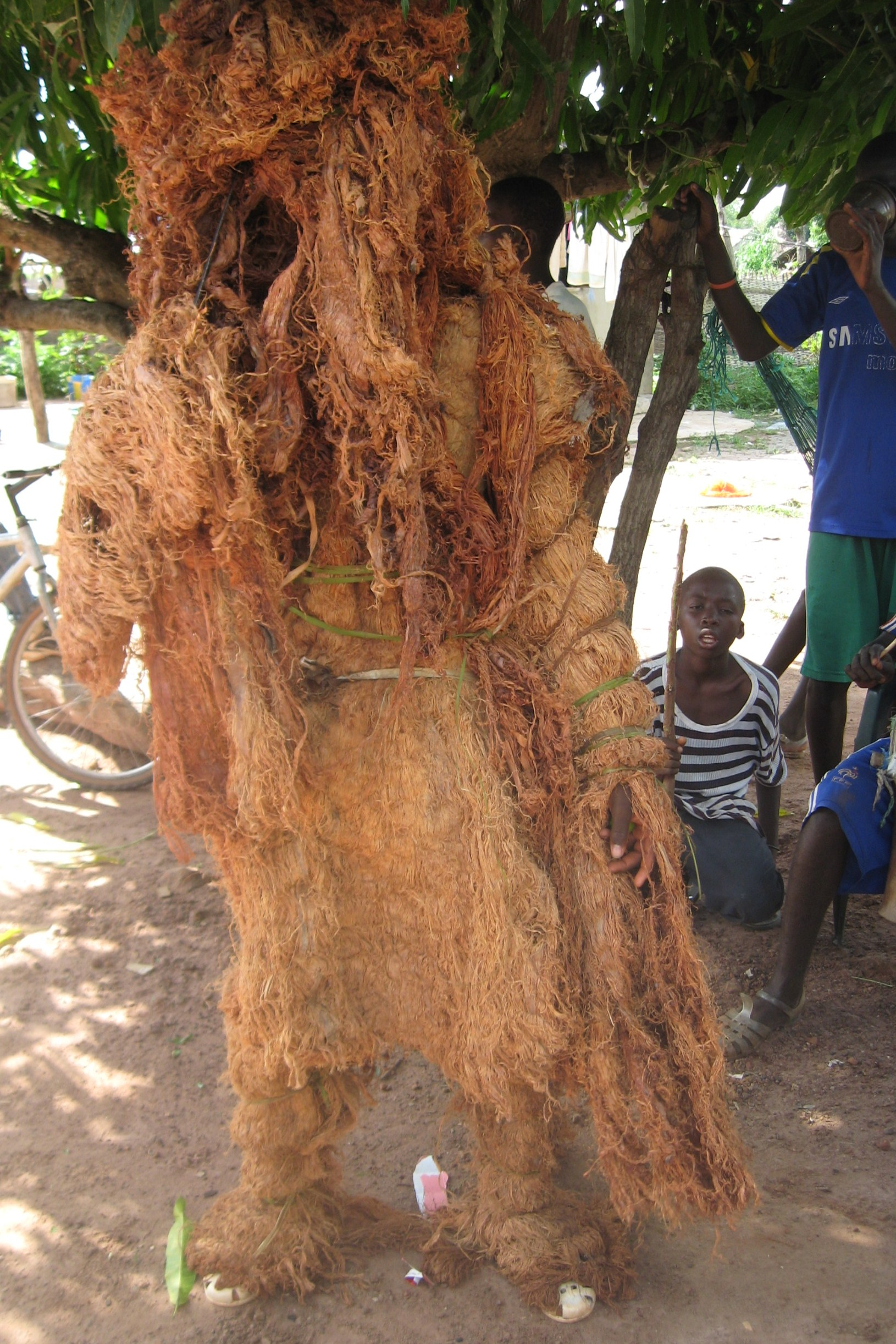
El Kankurang, rito de iniciación mandinga,  Gambia y  Senegal.
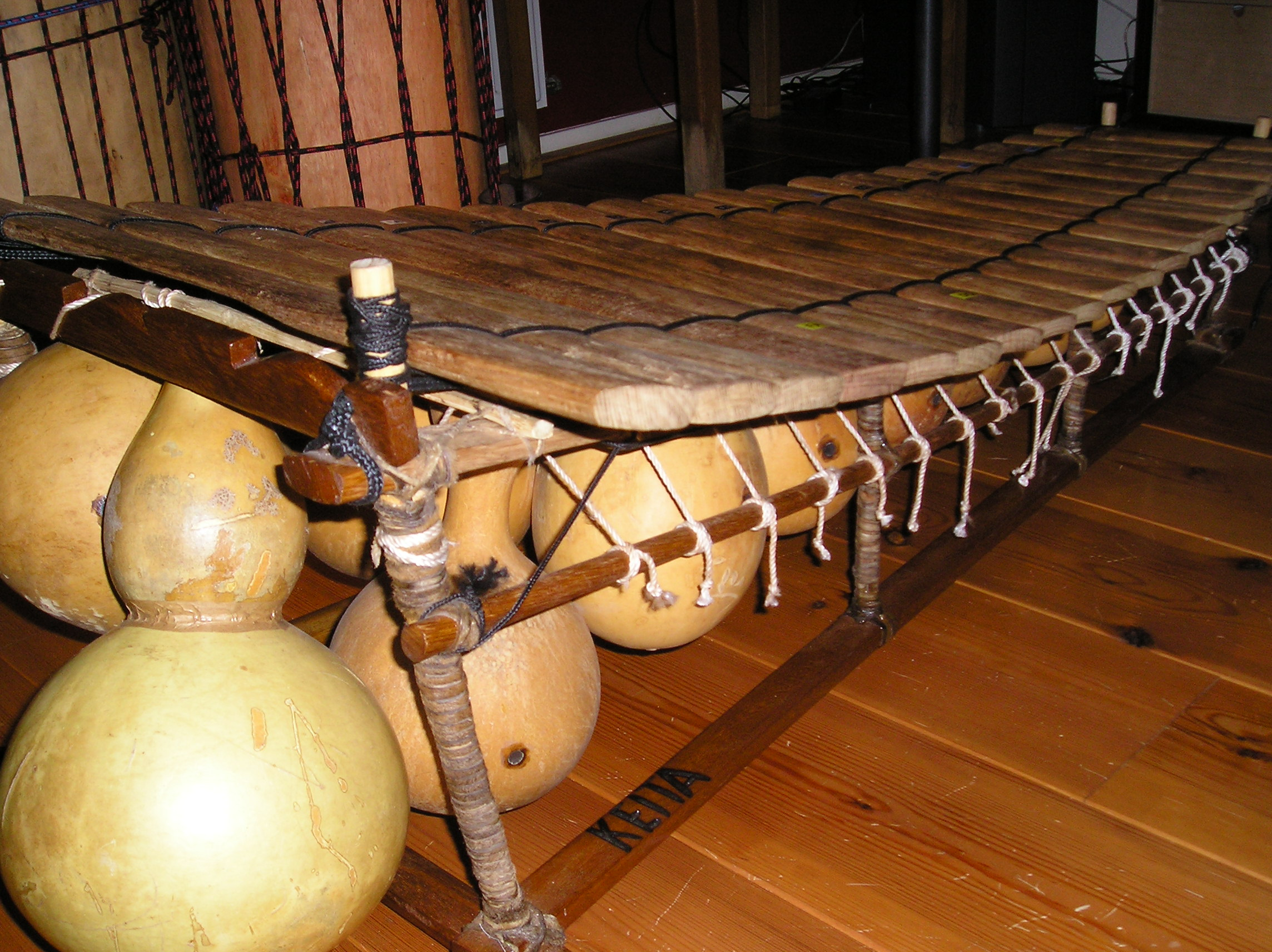
El espacio cultural del sosso-bala,  Guinea.
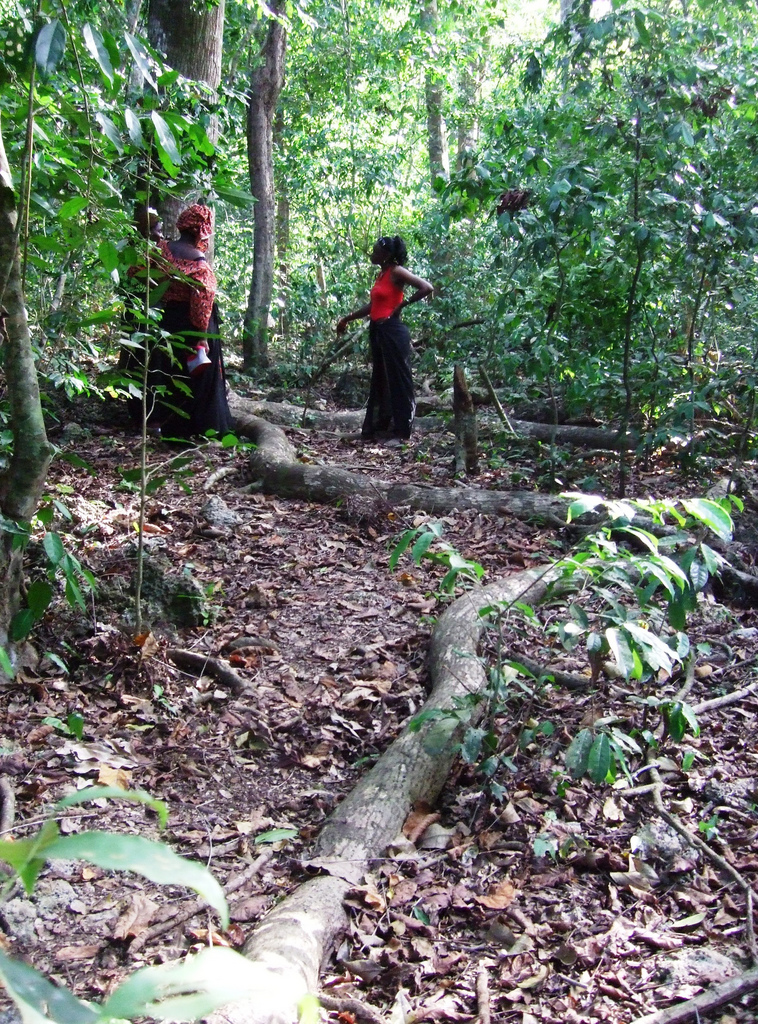
Tradiciones y prácticas vinculadas a los kayas en los bosques sagrados de los mijikendas,  Kenia.
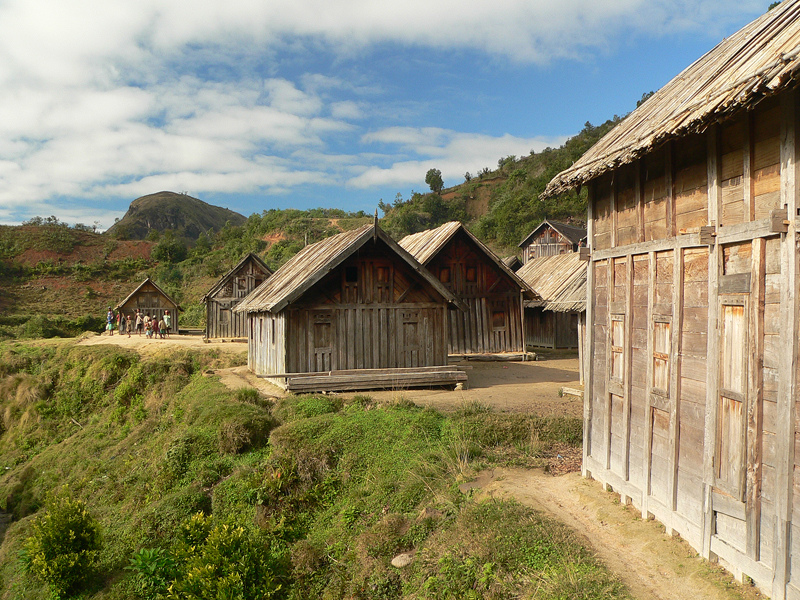
El trabajo de la madera de los zafimaniry,  Madagascar.
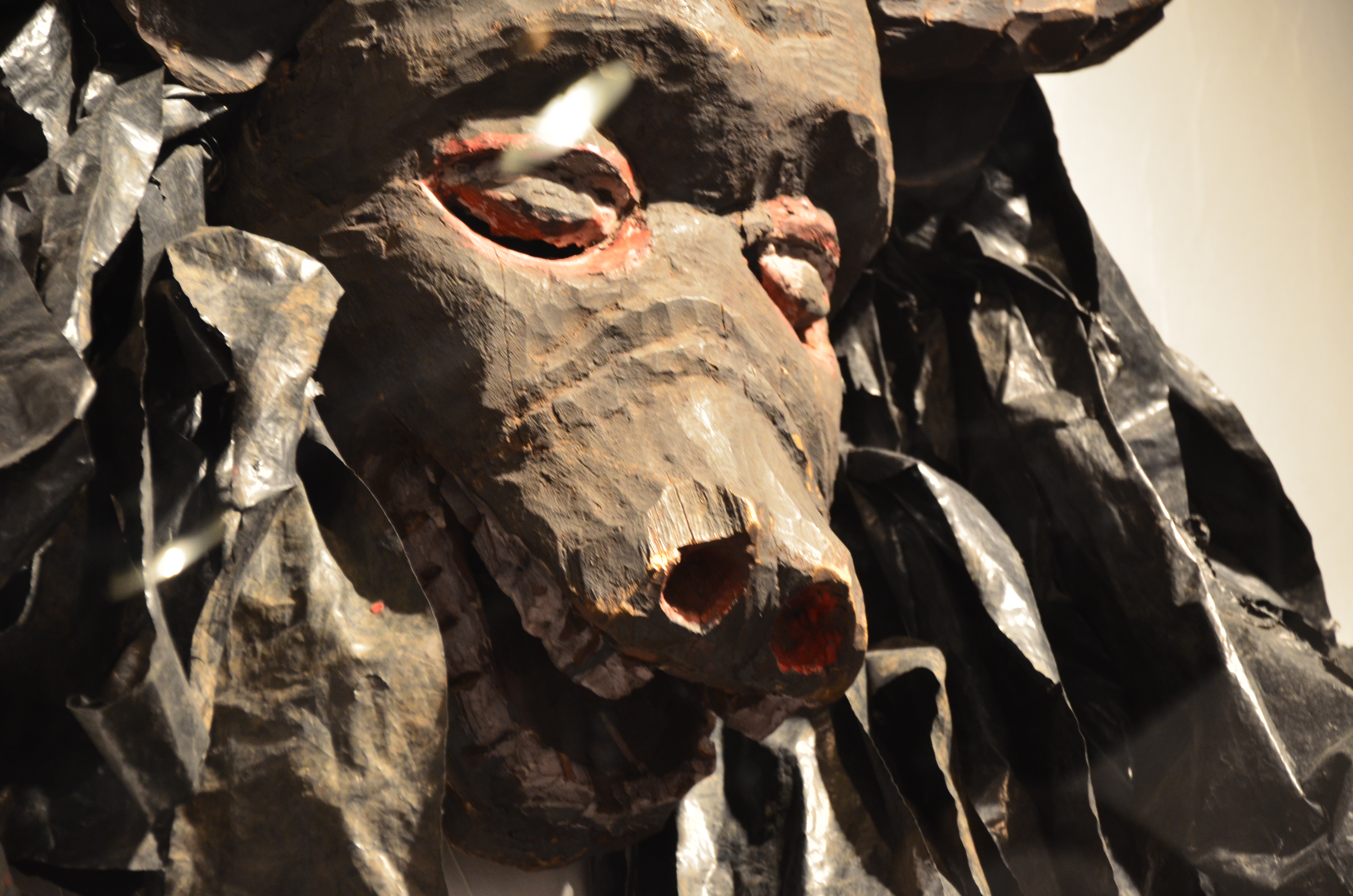
Gule Wamkulu,  Malaui.
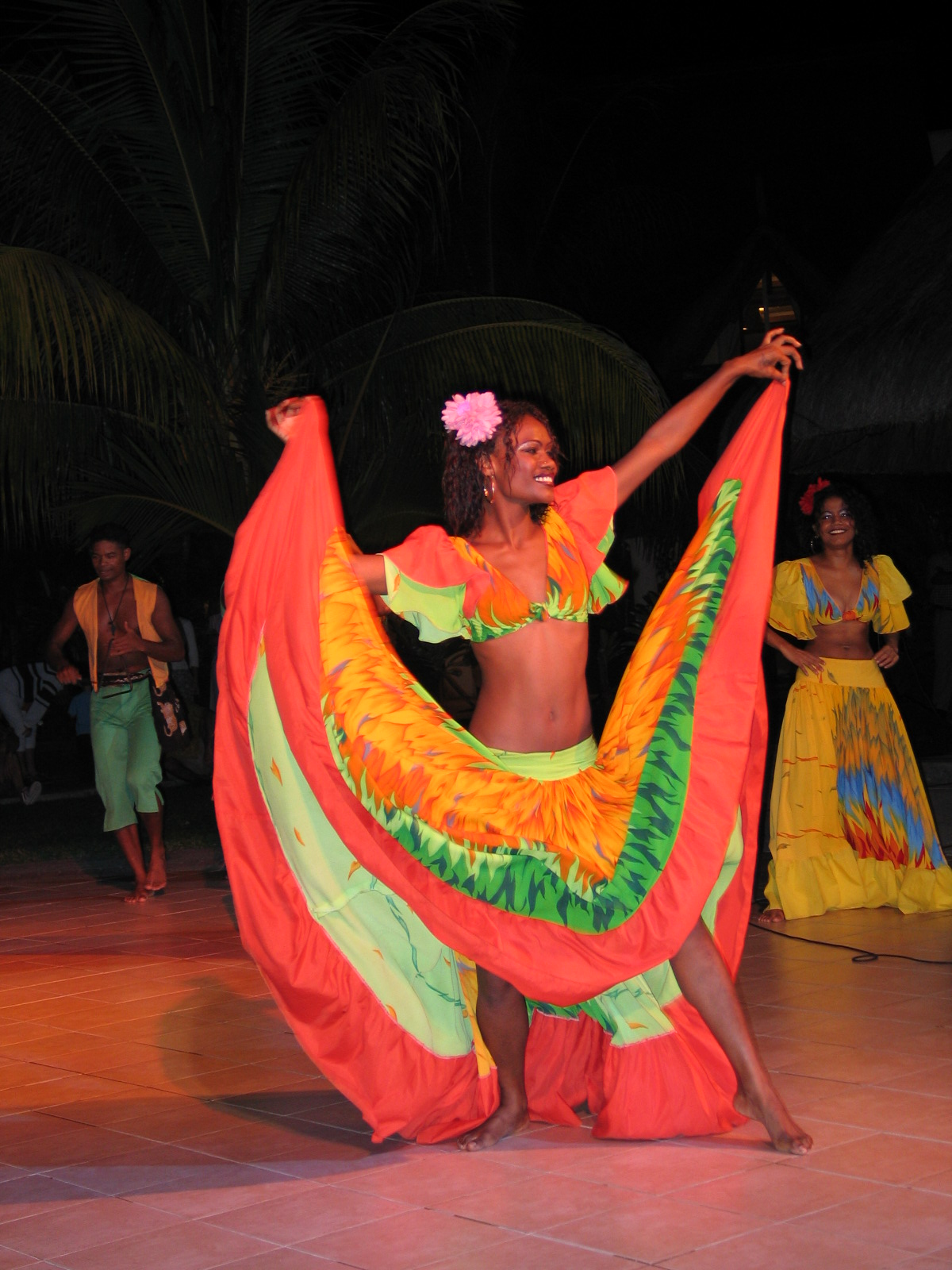
Segá,  Mauricio.
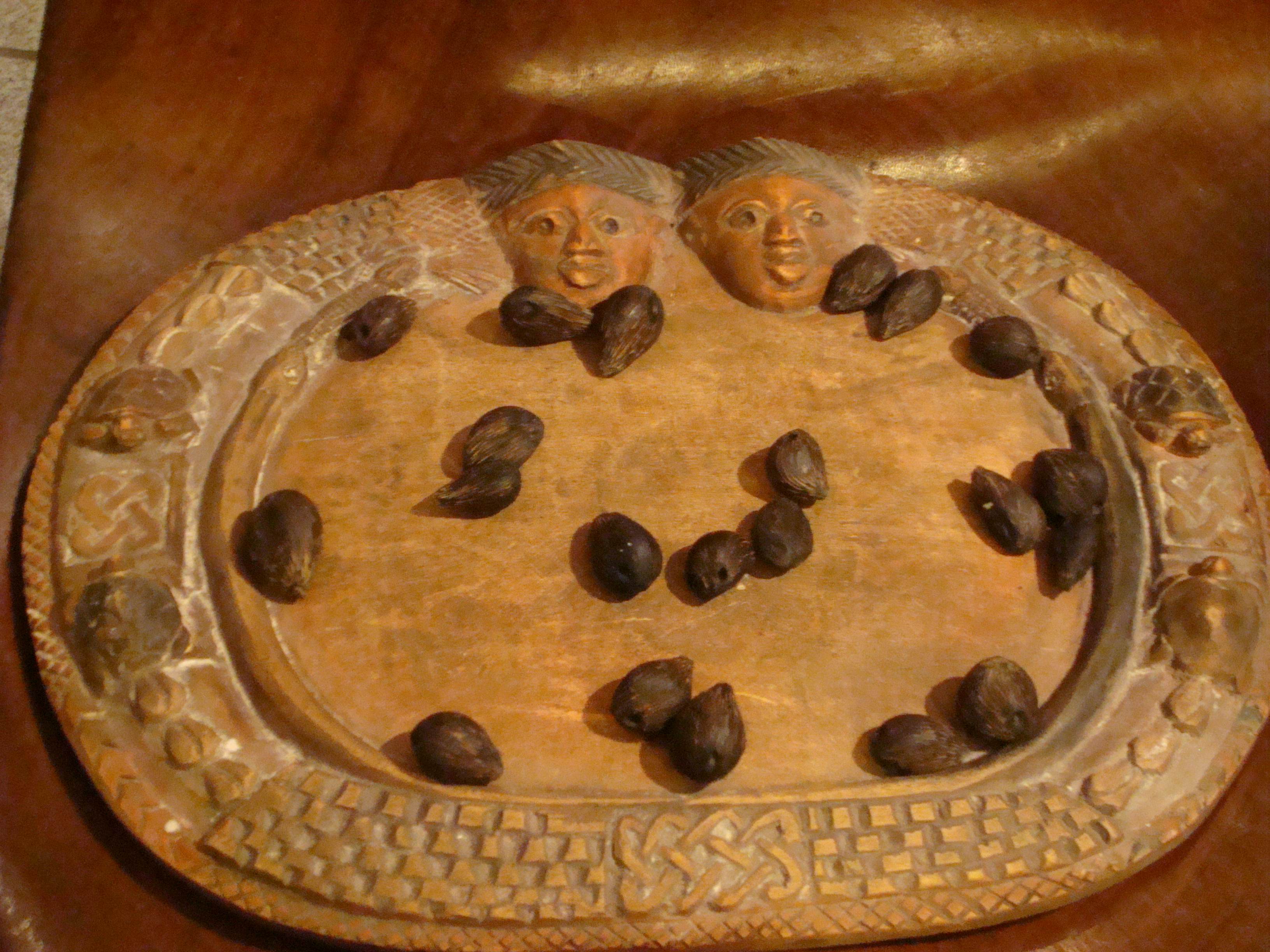
El sistema de adivinación Ifá,  Nigeria.
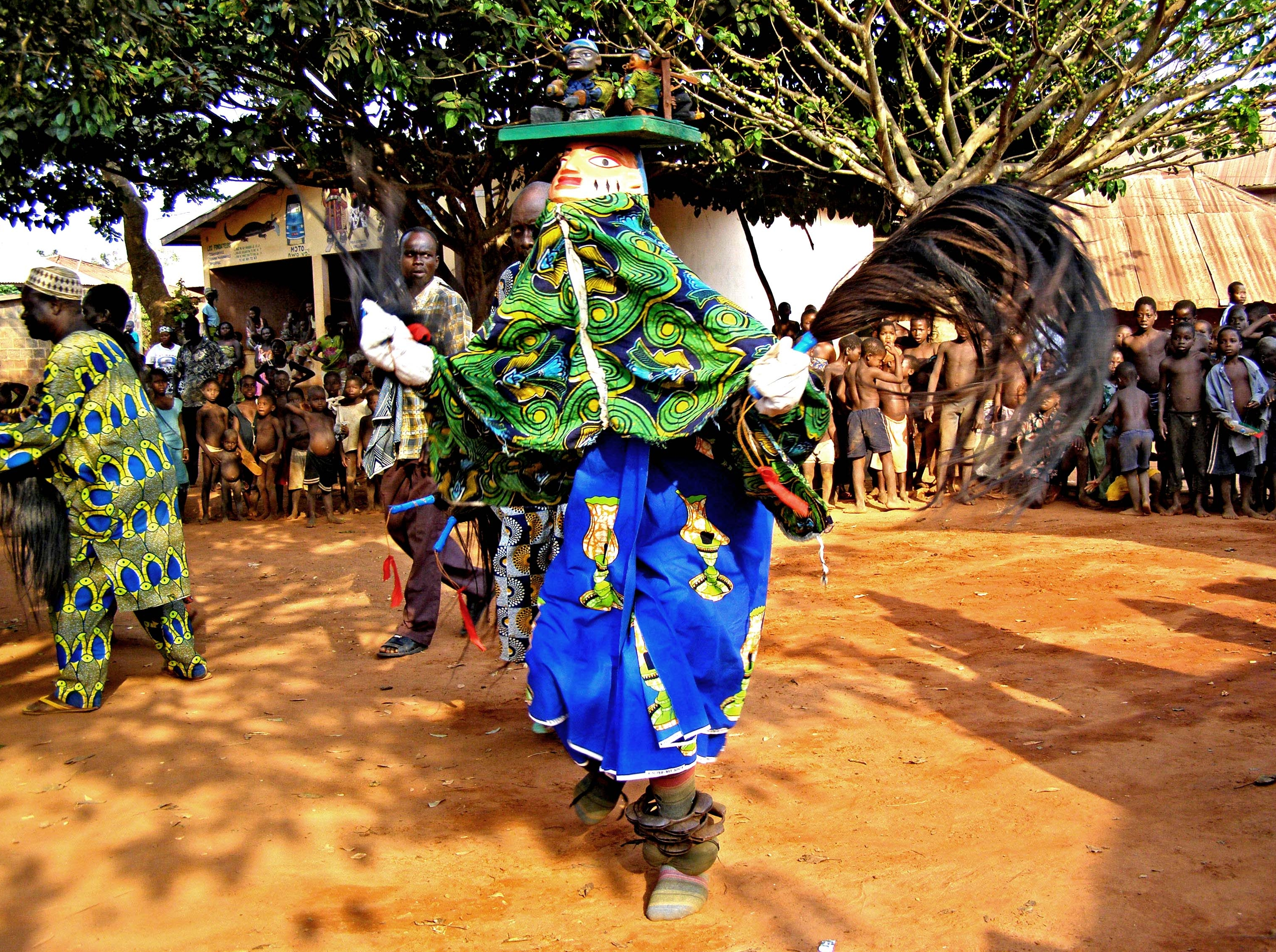
El patrimonio oral Gelede,  Nigeria,  Benín y  Togo.
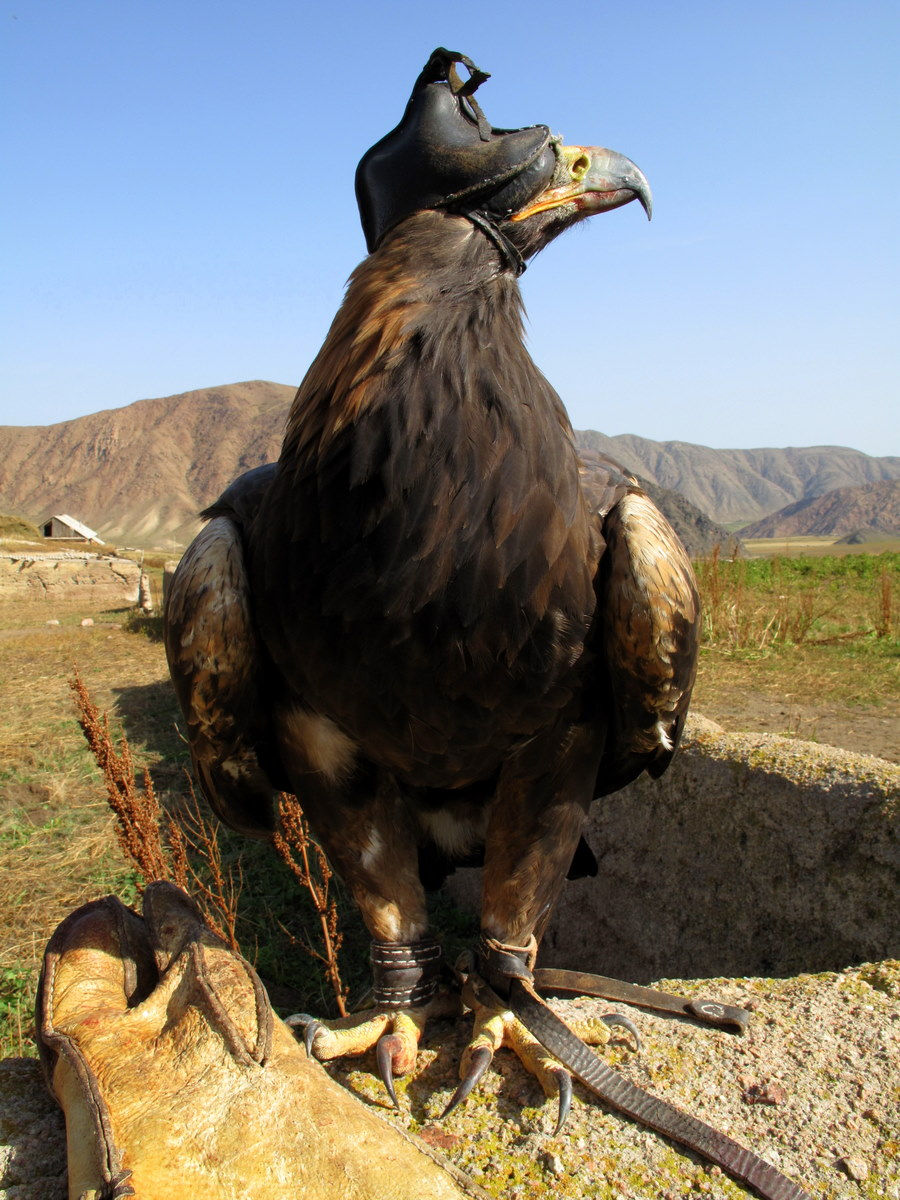
Cetrería,  Arabia Saudita,  Austria,  Bélgica,  Catar,  Corea del Sur,  Emiratos Árabes Unidos,  España,  Francia,  Hungría,  Marruecos,  Mónaco,  República Checa,  Siria.
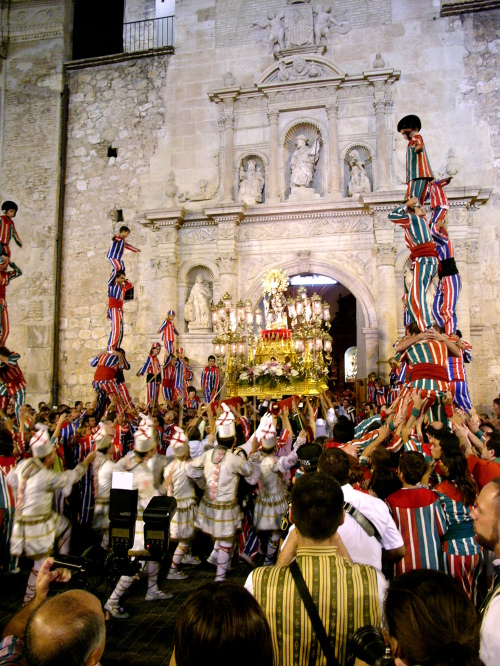
La fiesta de «la Mare de Déu de la Salut» de Algemesí -  España.
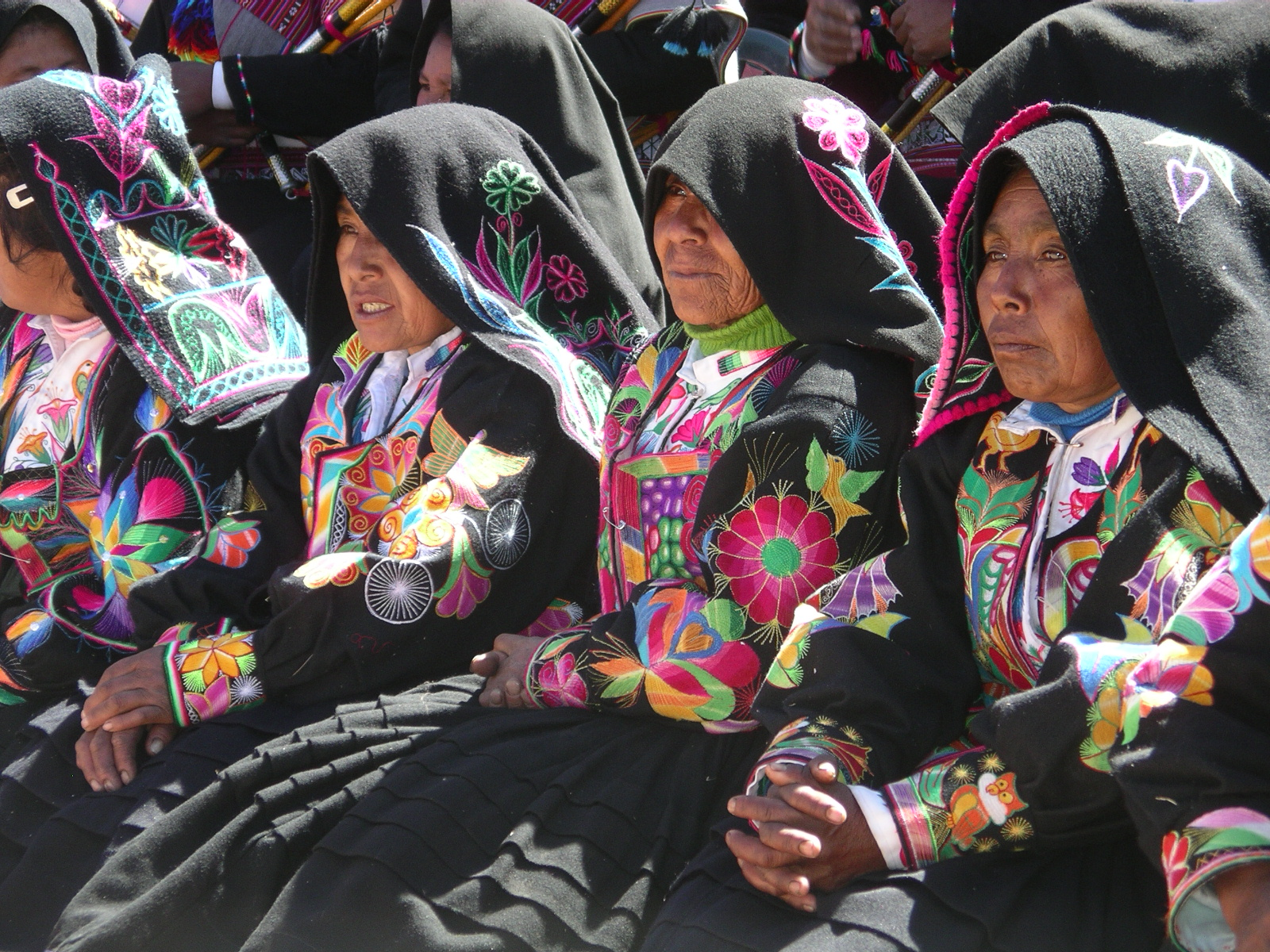
El arte textil de la isla de Taquile en el Lago Titicaca -  Perú.
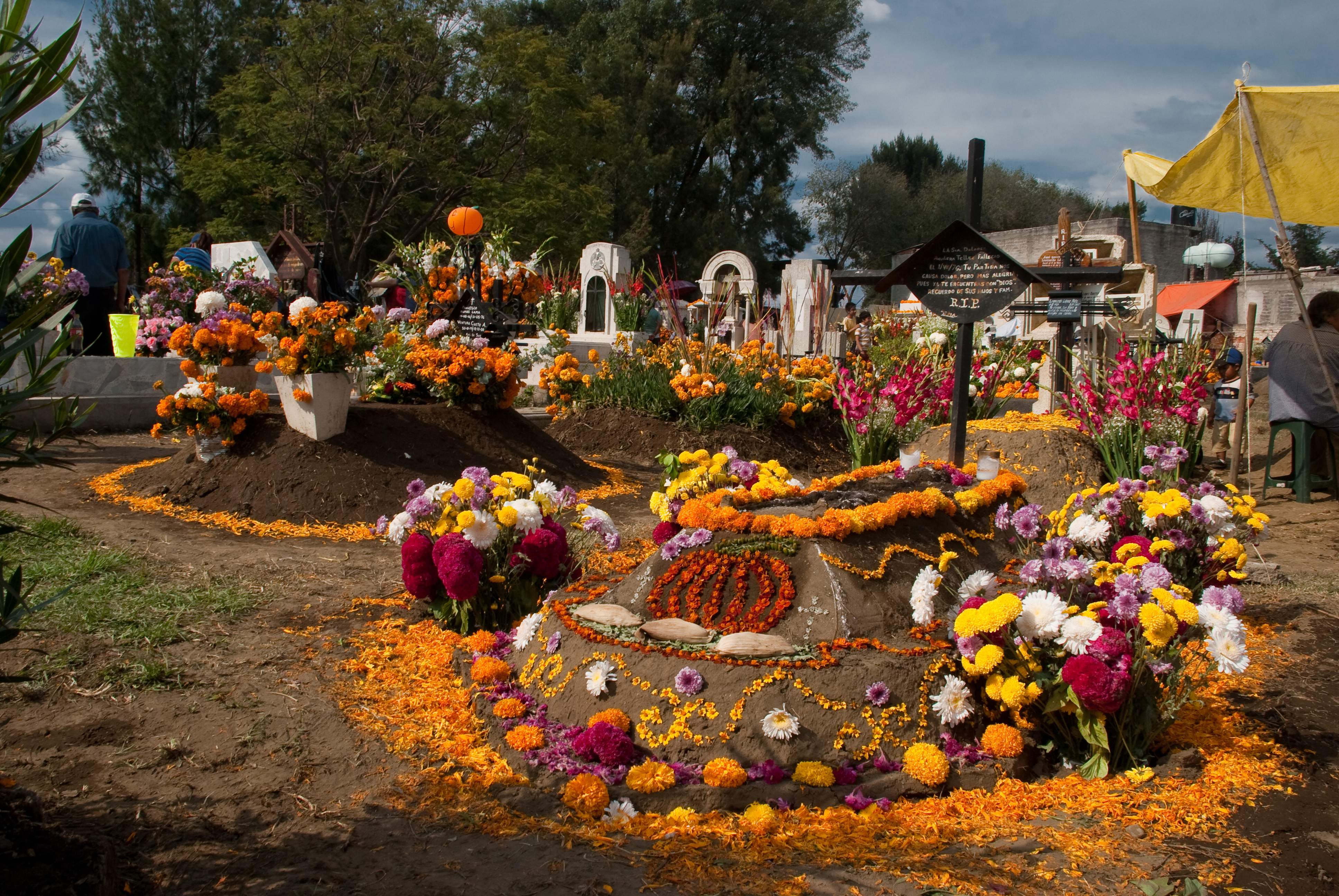
Día de muertos -  México.
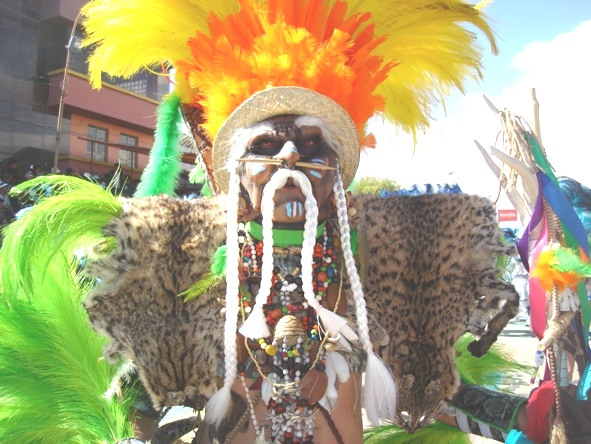
Carnaval de Oruro -  Bolivia.
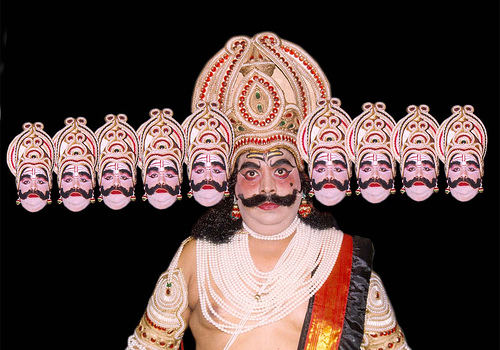
Representación del Ramayana -  India.
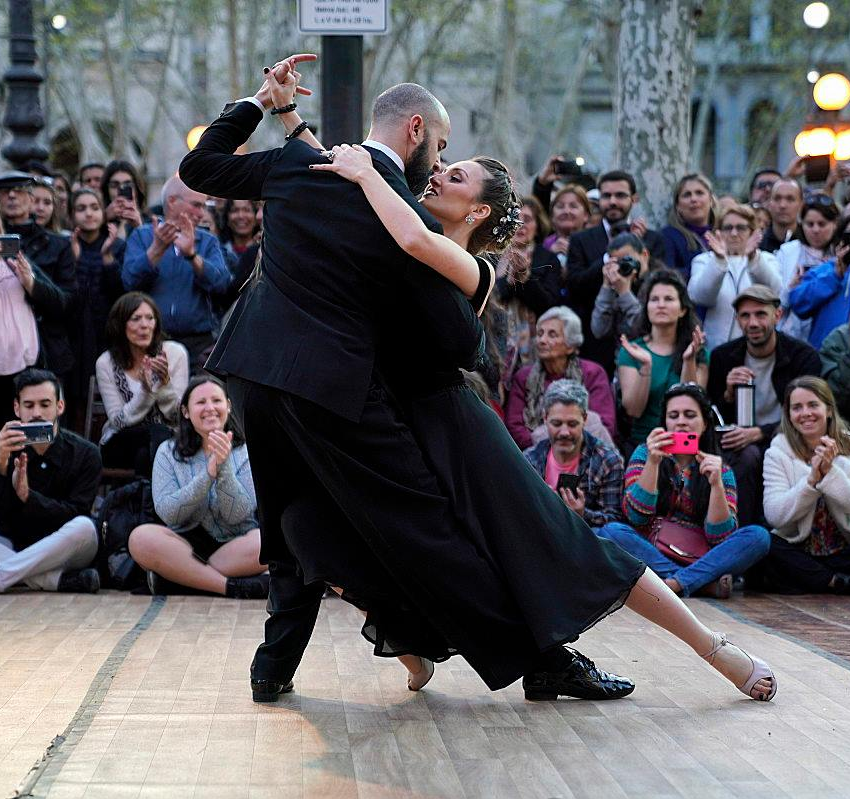
El tango, bien compartido entre  Argentina y  Uruguay.
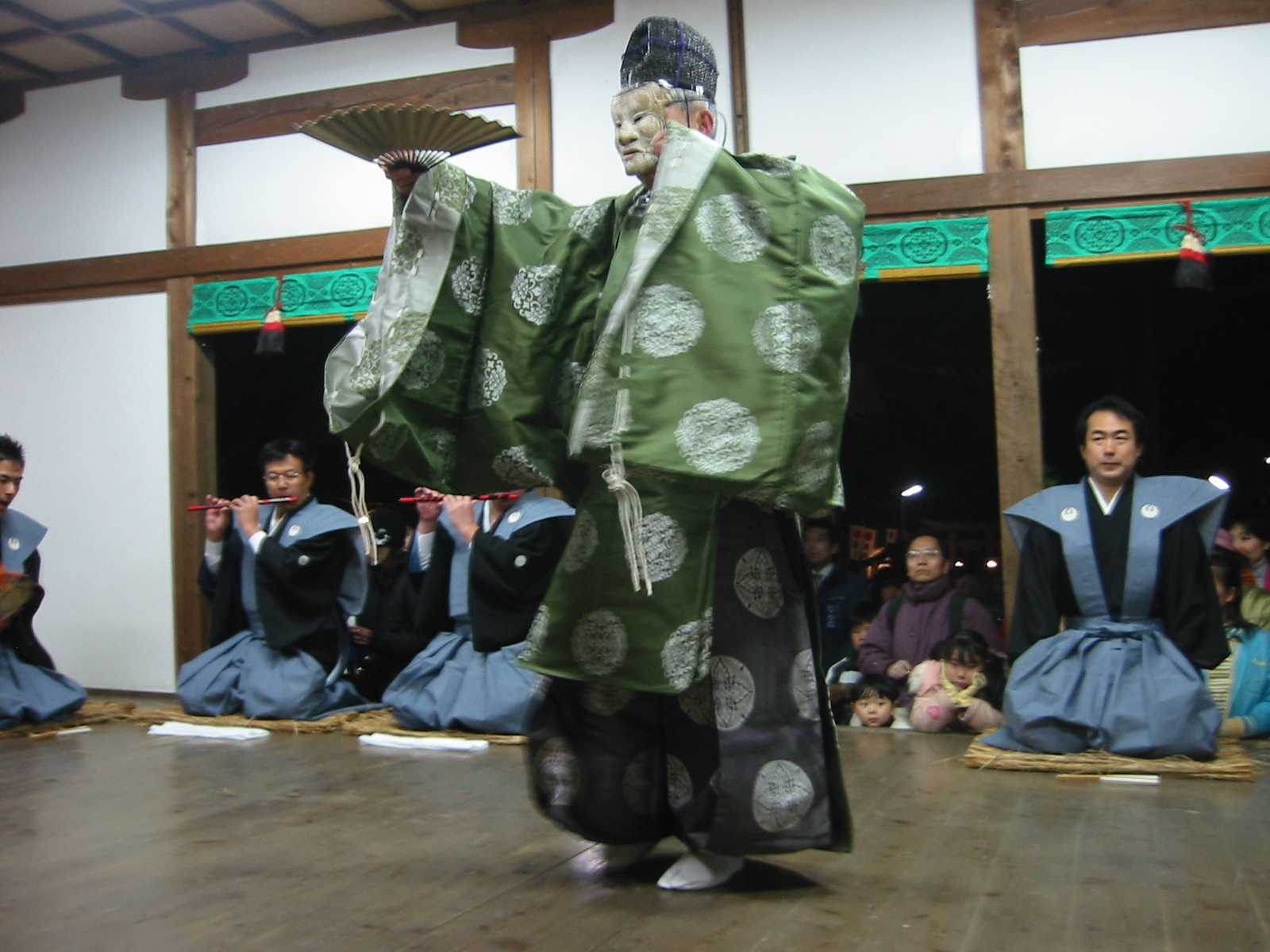
El teatro Nō japonés -  Japón.
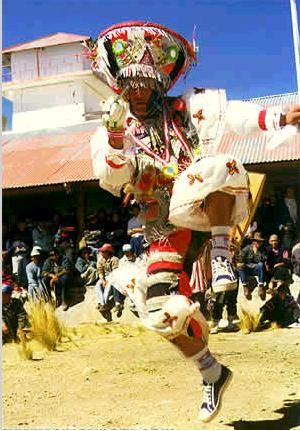
La danza de las tijeras -  Perú.
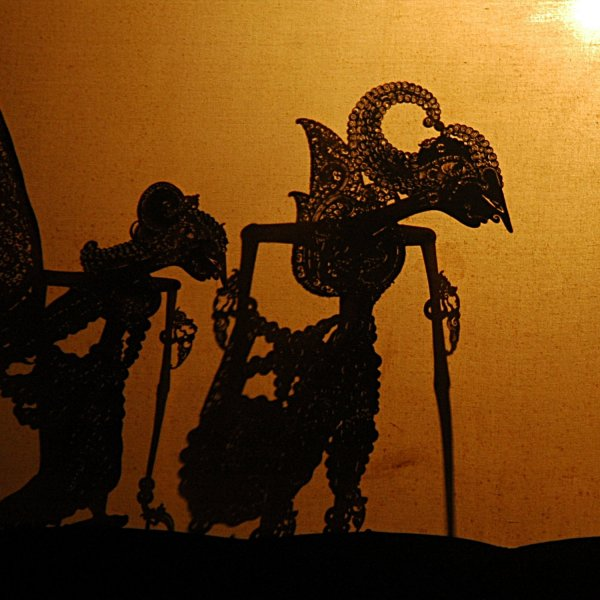
El teatro de marionetas Wayang -  Indonesia.
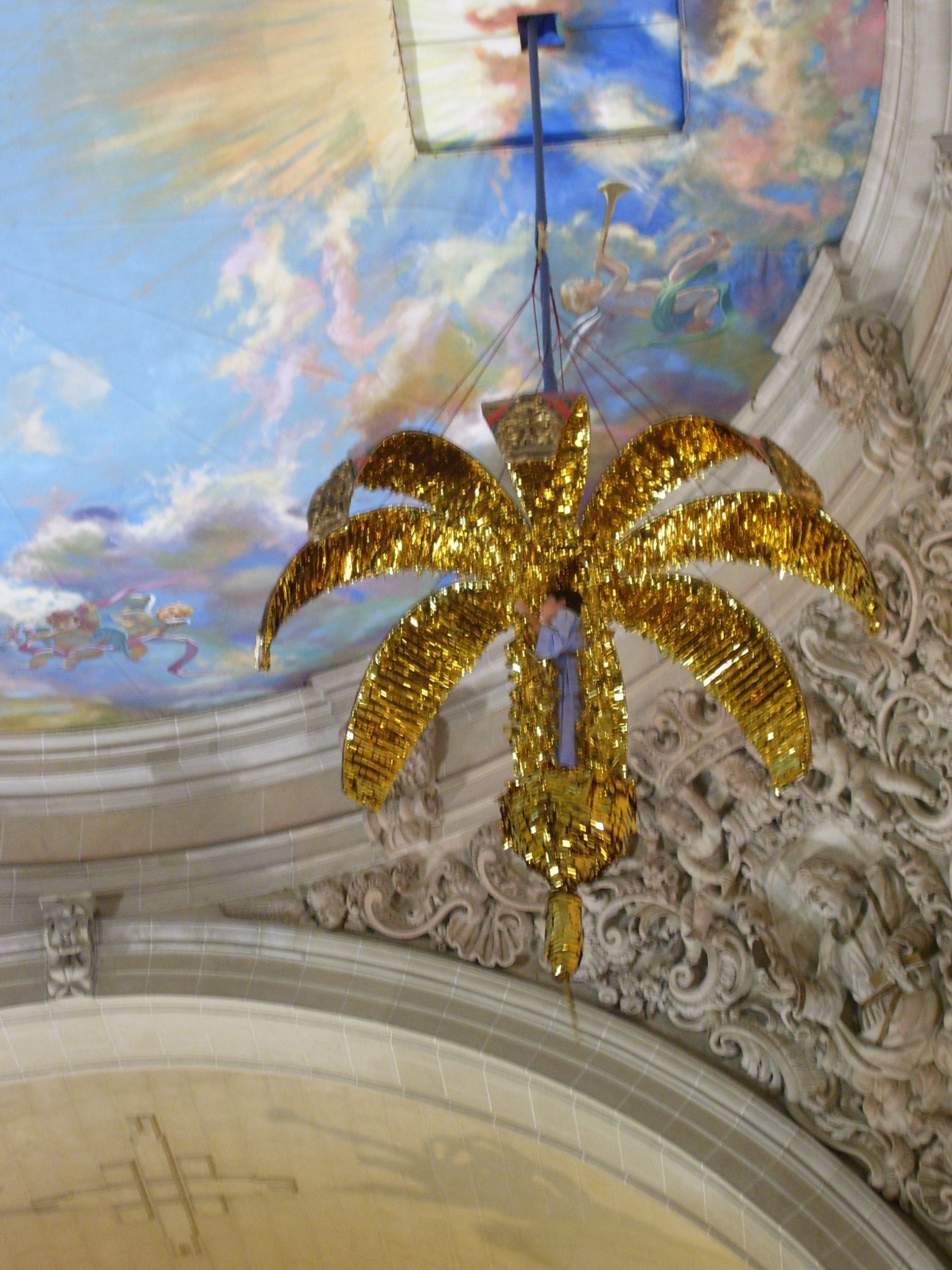
El Misterio de Elche -  España.
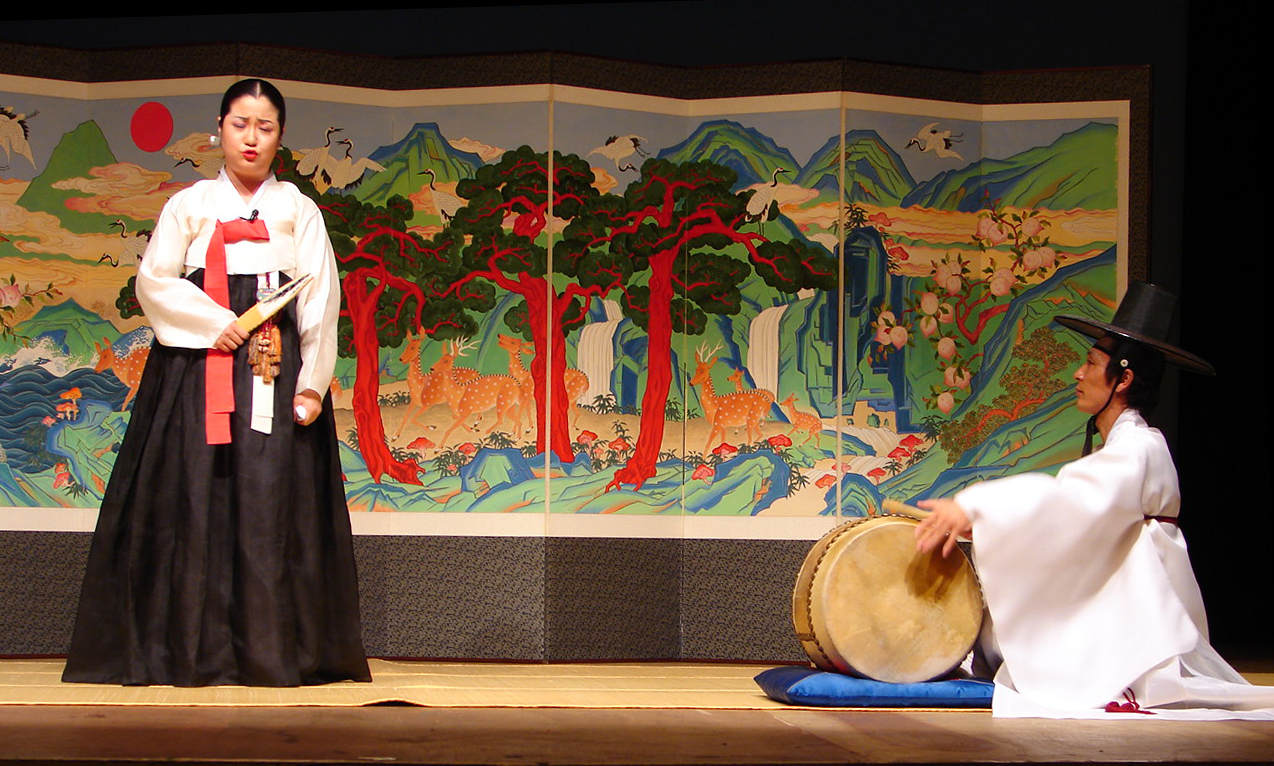
Interpretación de pansori -  Corea del Sur.
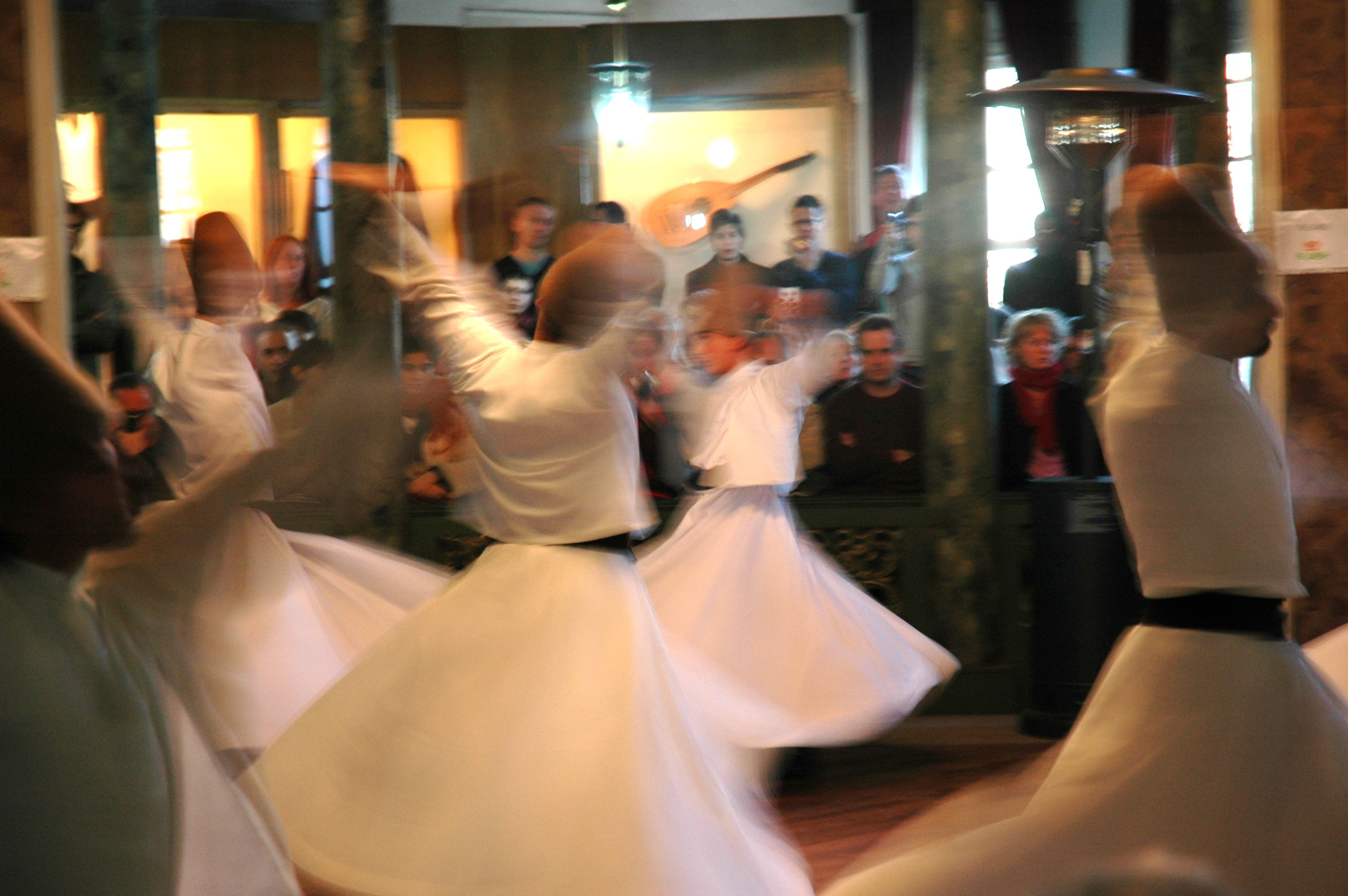
Dervichees mevlevíes -  Turquía.
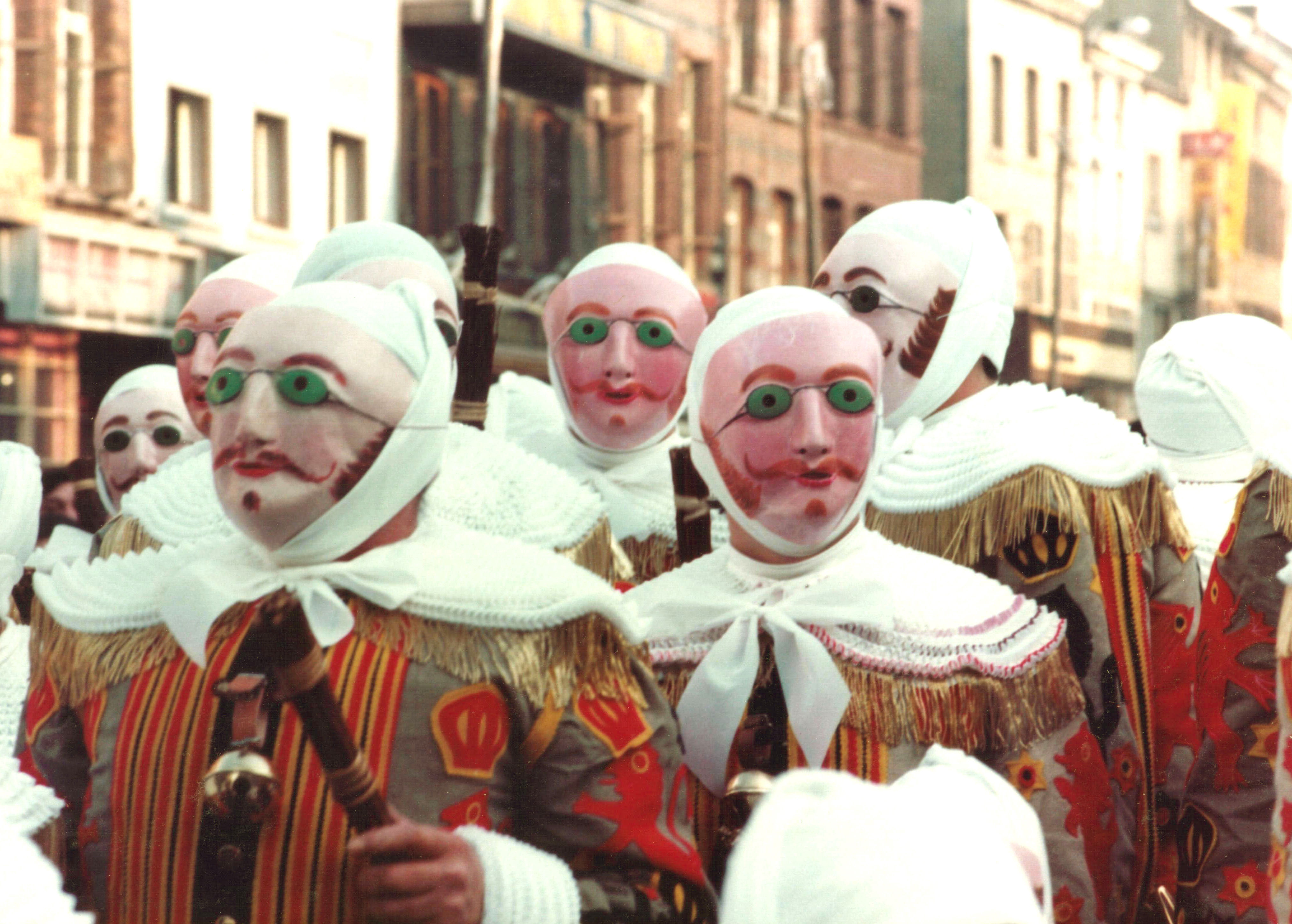
Carnaval de Binche -  Bélgica.
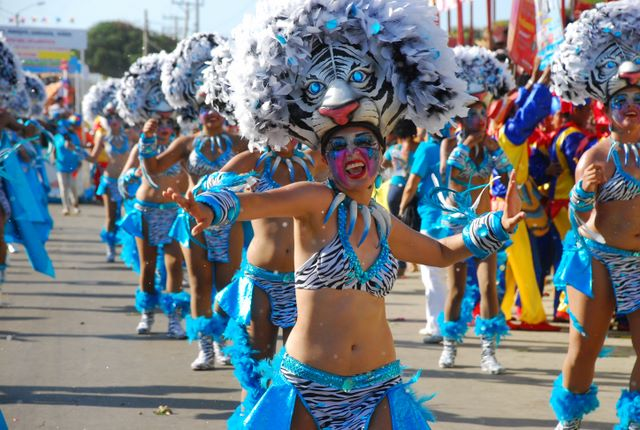
Carnaval de Barranquilla -  Colombia.
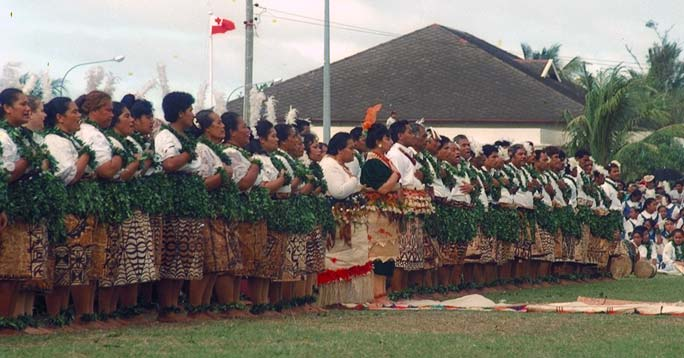
Lakalaka -  Tonga.
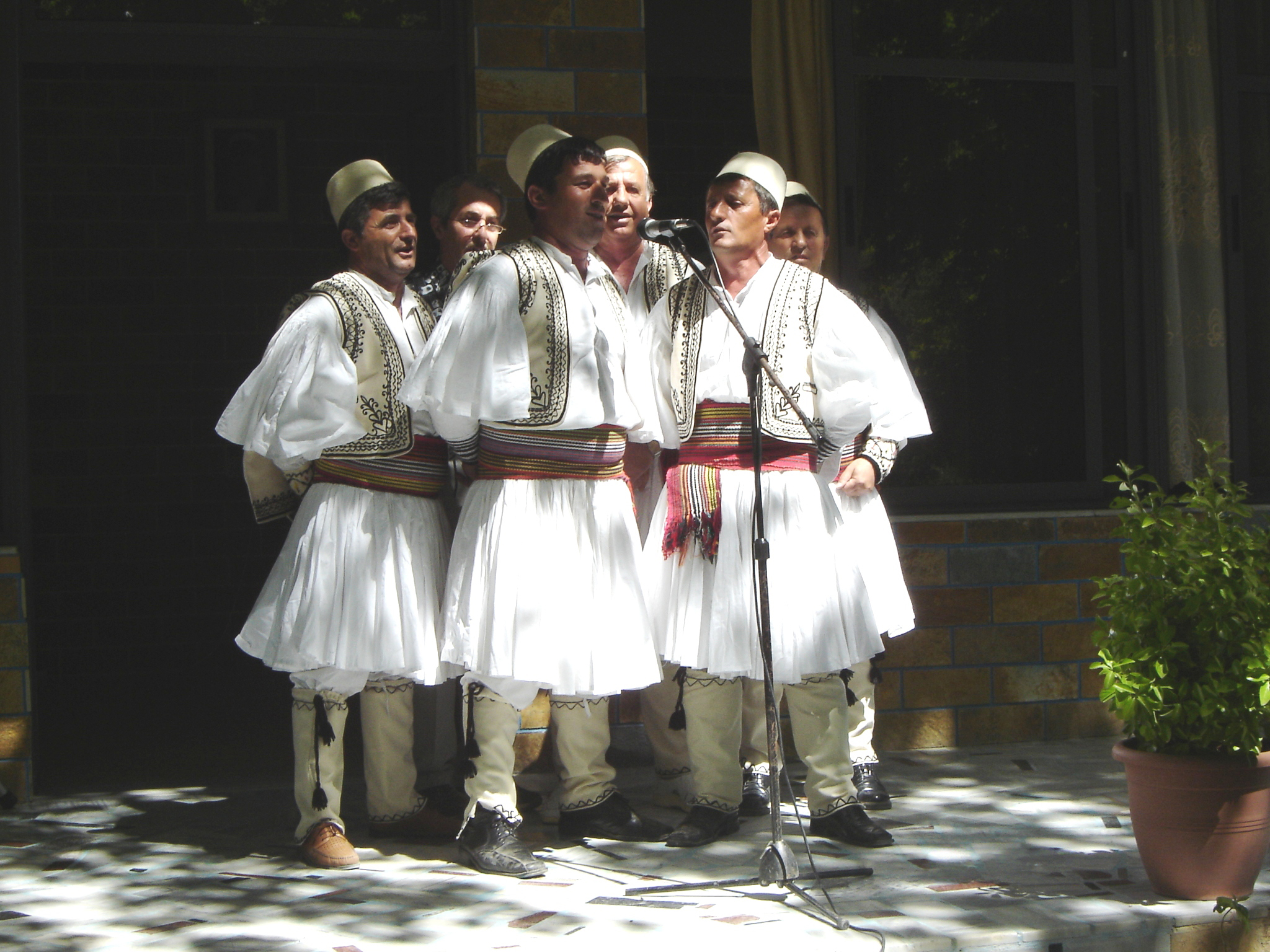
Grupo de isopolifonía popular -  Albania.
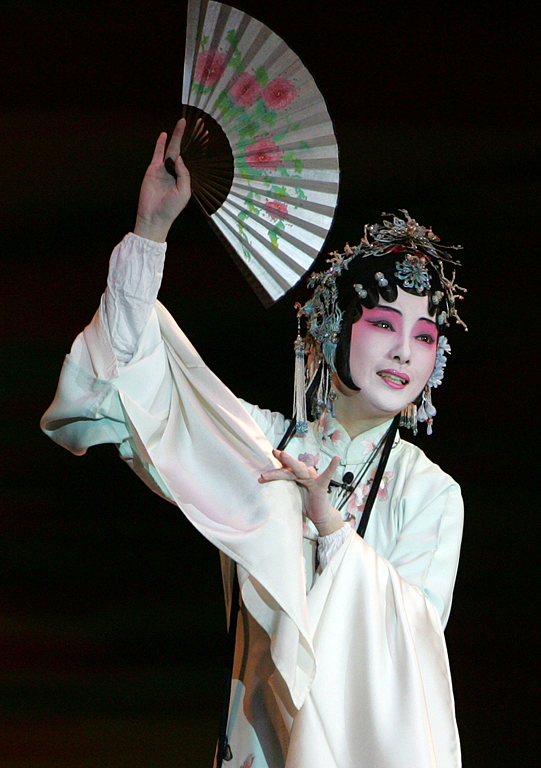
Intérprete de ópera Kun Qu en Pekín -  China.
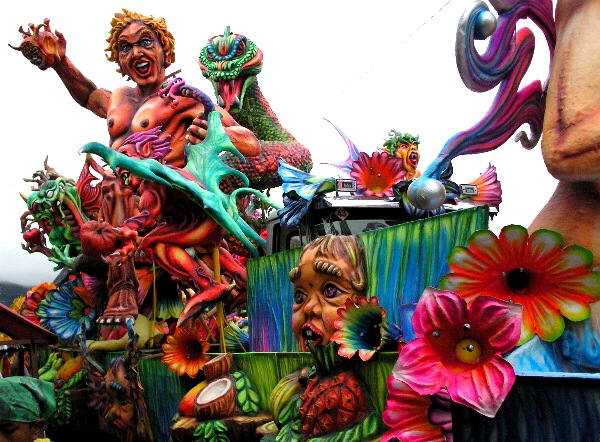
Carroza, en el carnaval de negros y blancos, en San Juan de Pasto -  Colombia.
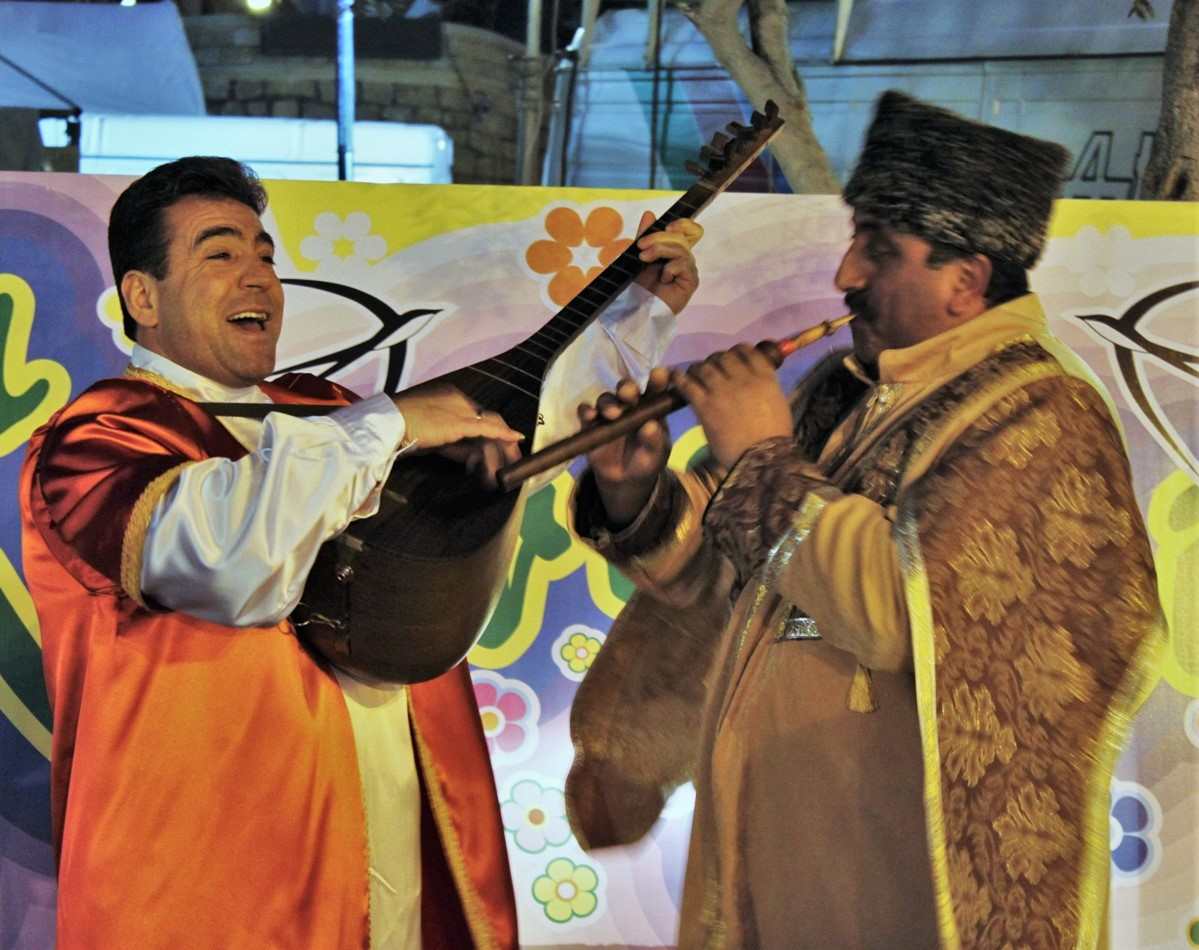
El arte de los ashiqs -  Azerbaiyán
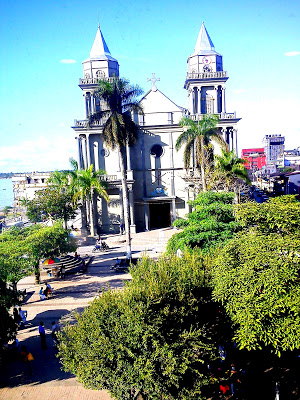
Fiestas de San Francisco de Asís -  Colombia
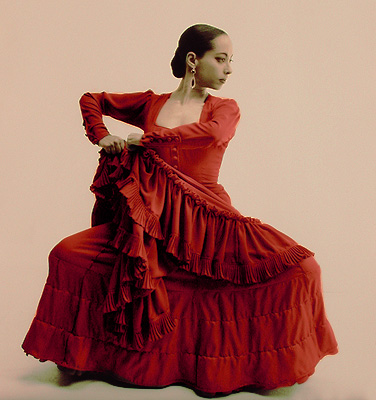
Flamenco -  España
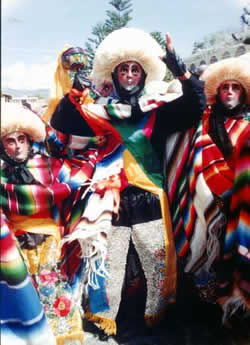
Los parachicos en la fiesta tradicional de enero de Chiapa de Corzo -  México
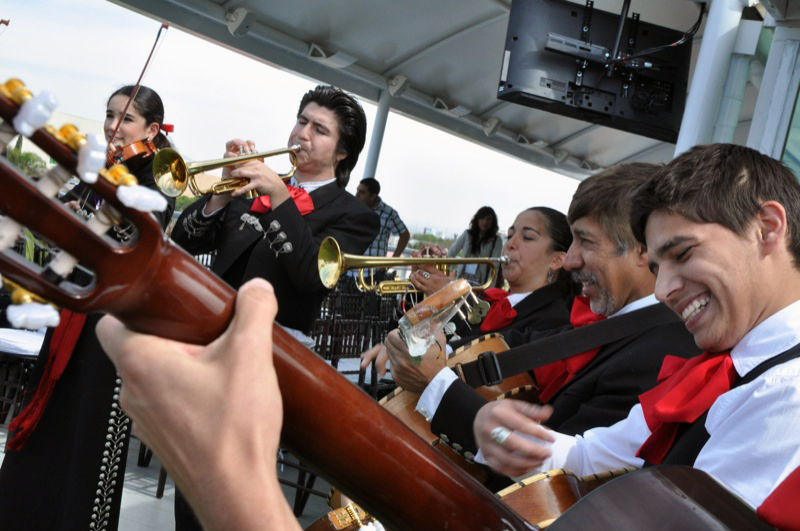
El Mariachi, música de cuerdas, canto y trompeta -  México
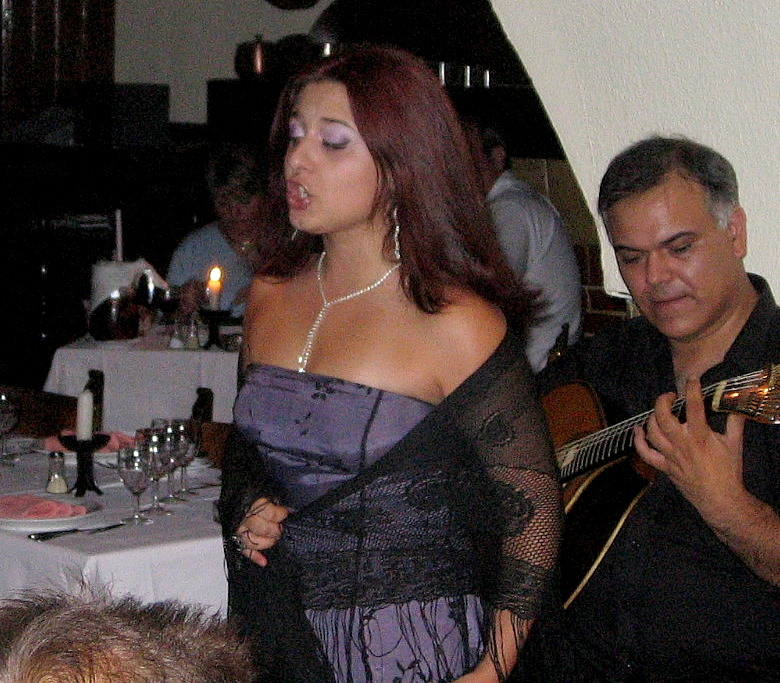
Cantante interpretando un fado portugués -  Portugal
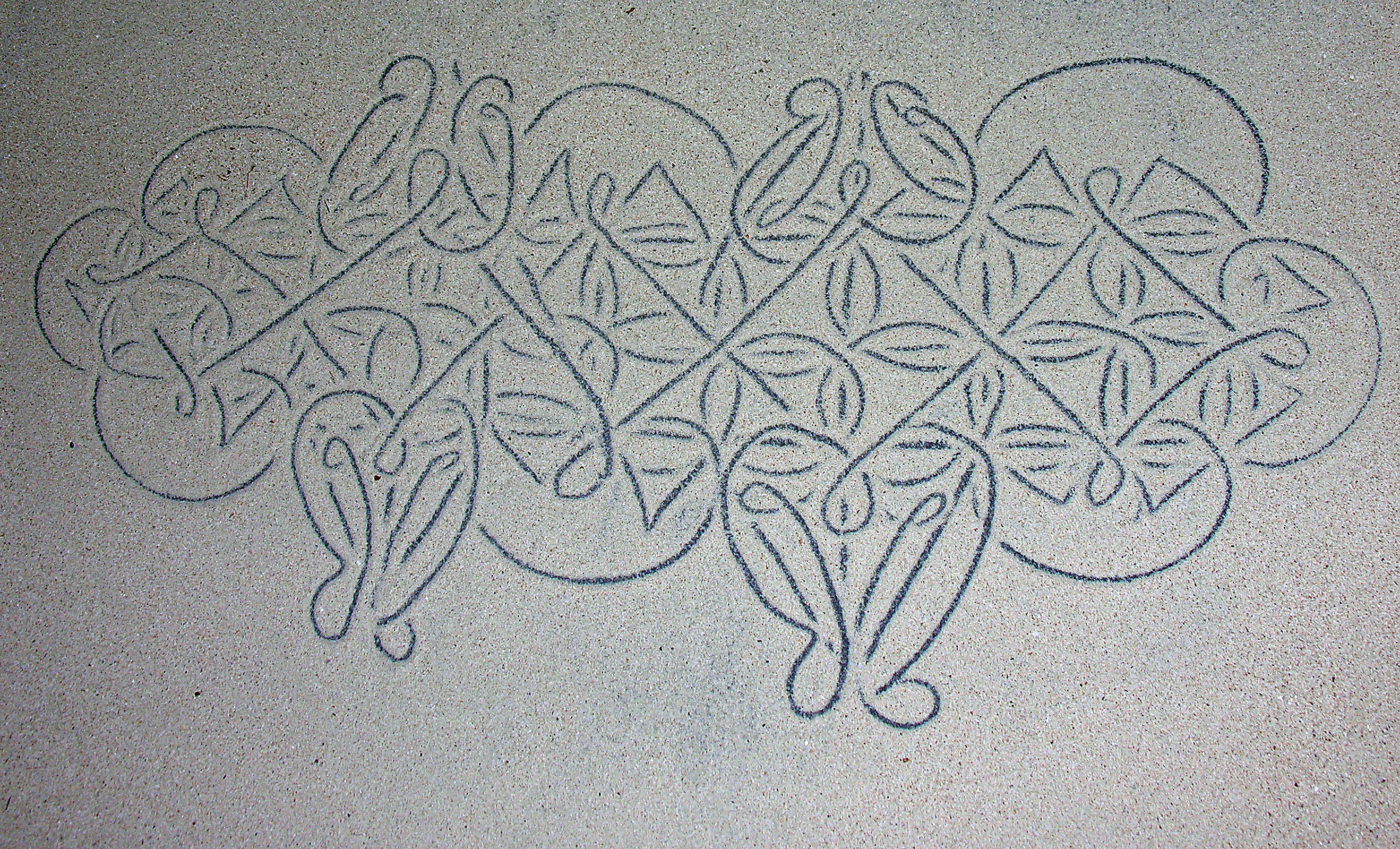
Los dibujos en la arena -  Vanuatu
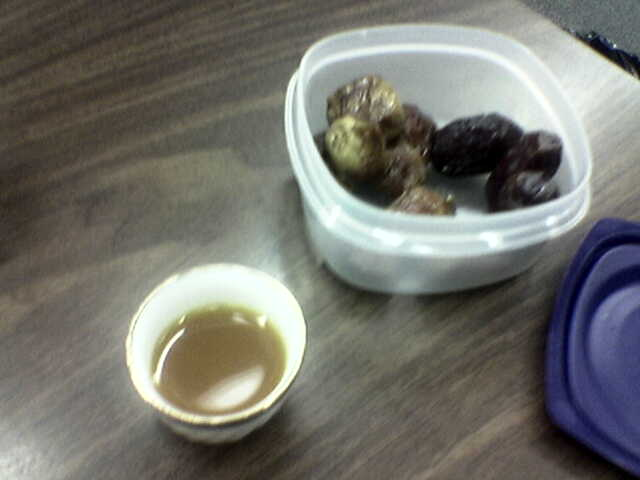
El café árabe, un símbolo de generosidad -  Arabia Saudita,  Emiratos Árabes Unidos,  Catar y  Omán,
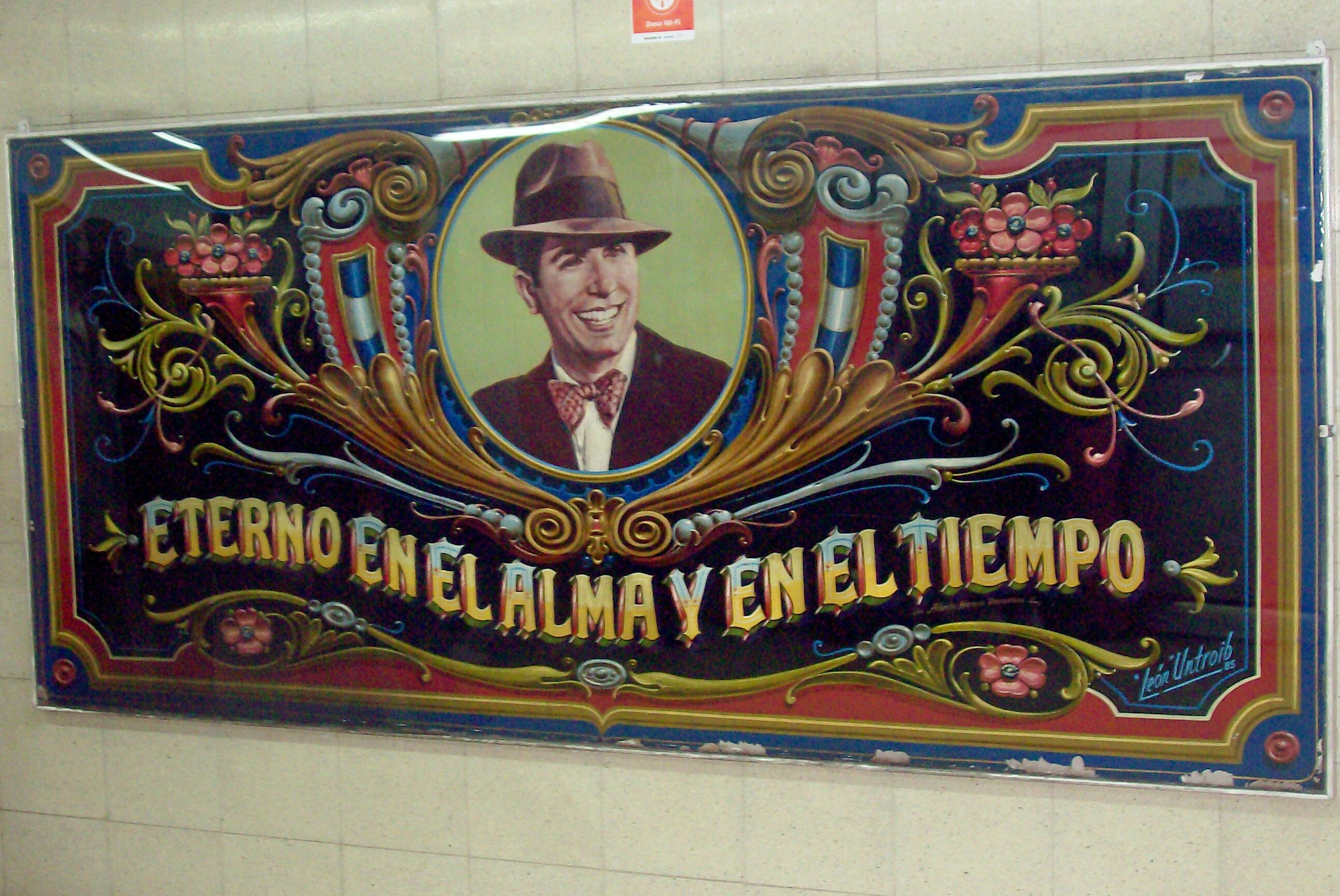
El fileteado -  Argentina.
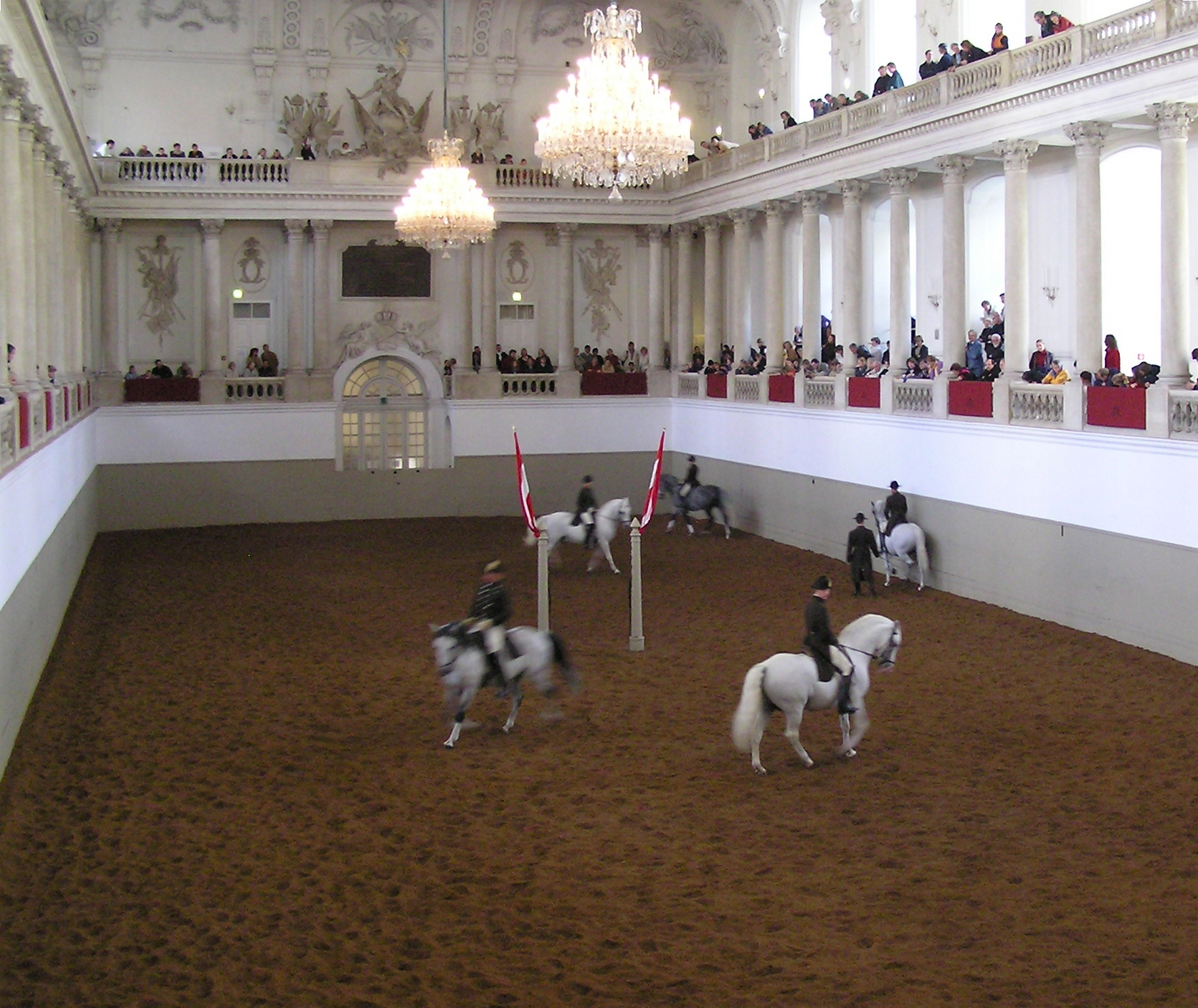
La equitación clásica y la Escuela Española de Equitación de Viena -  Austria.
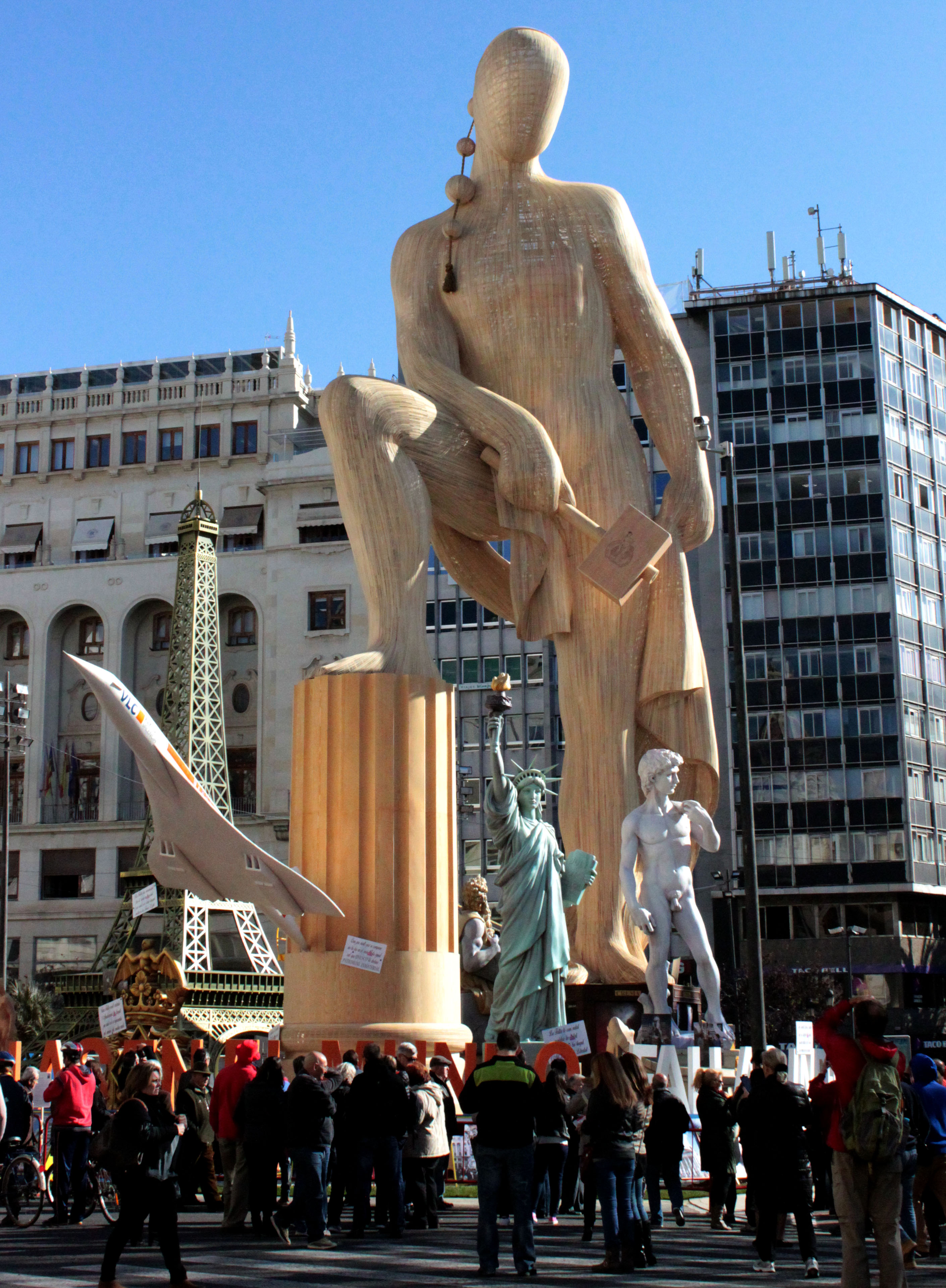
Las Fallas de Valencia -  España.
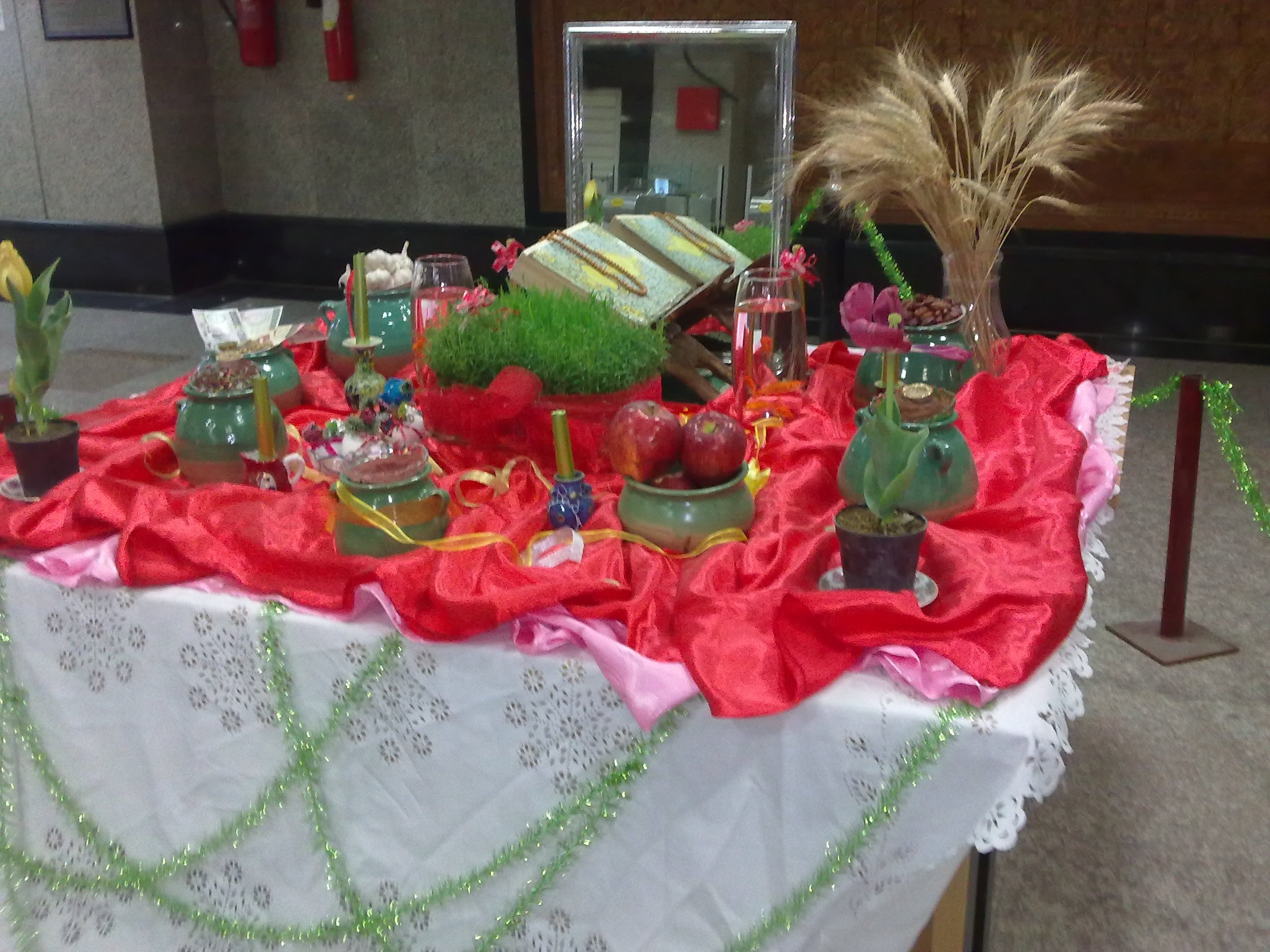
Nouruz -  Afganistán,  Azerbaiyán,  India,  Irán,  Irak,  Kazajistán,  Kirguistán,  Pakistán,  Tayikistán,  Turkmenistán,  Uzbekistán y  Turquía.
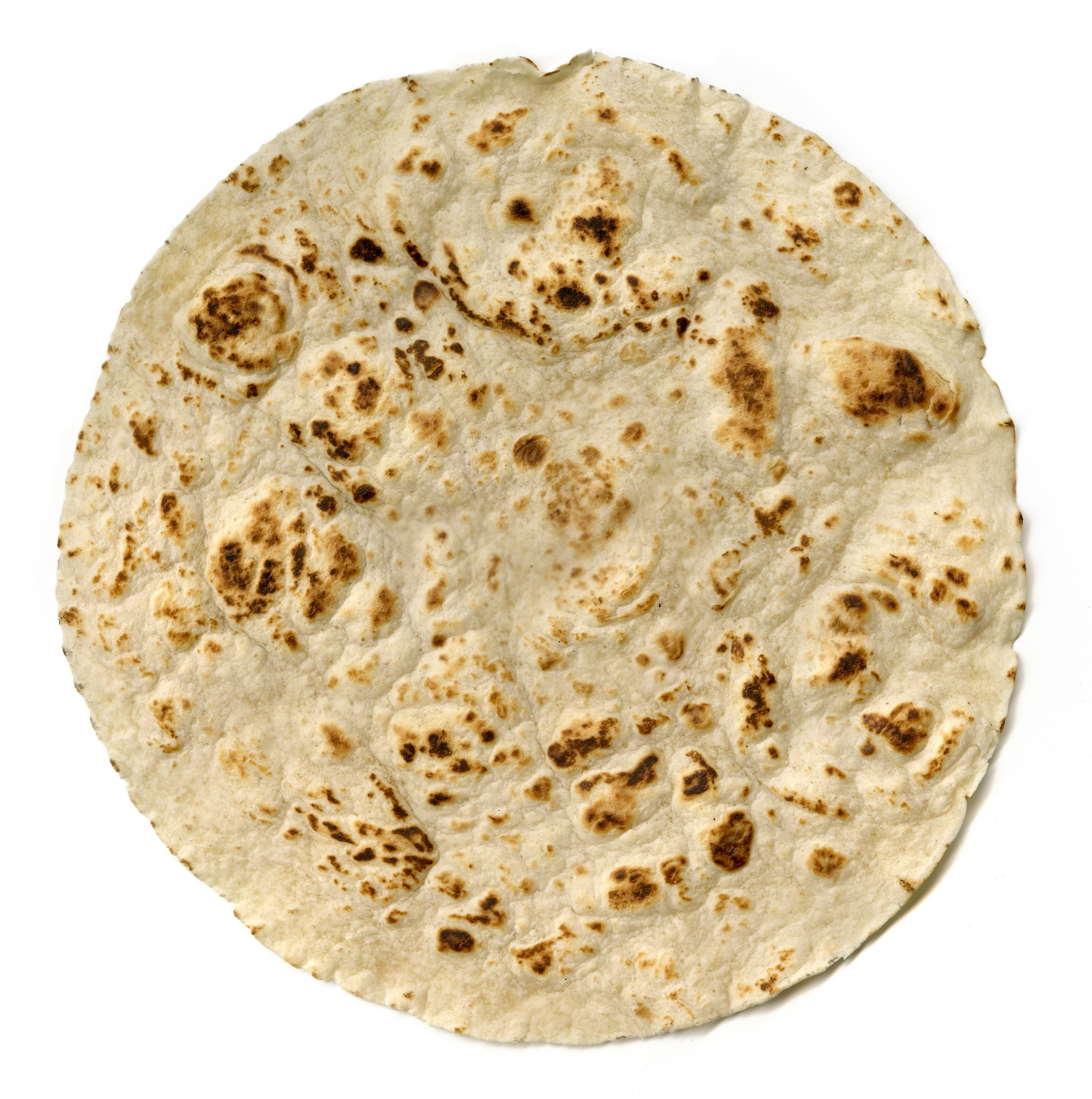
Yufka -  Azerbaiyán,  Irán,  Kazajistán,  Kirguistán y  Turquía.
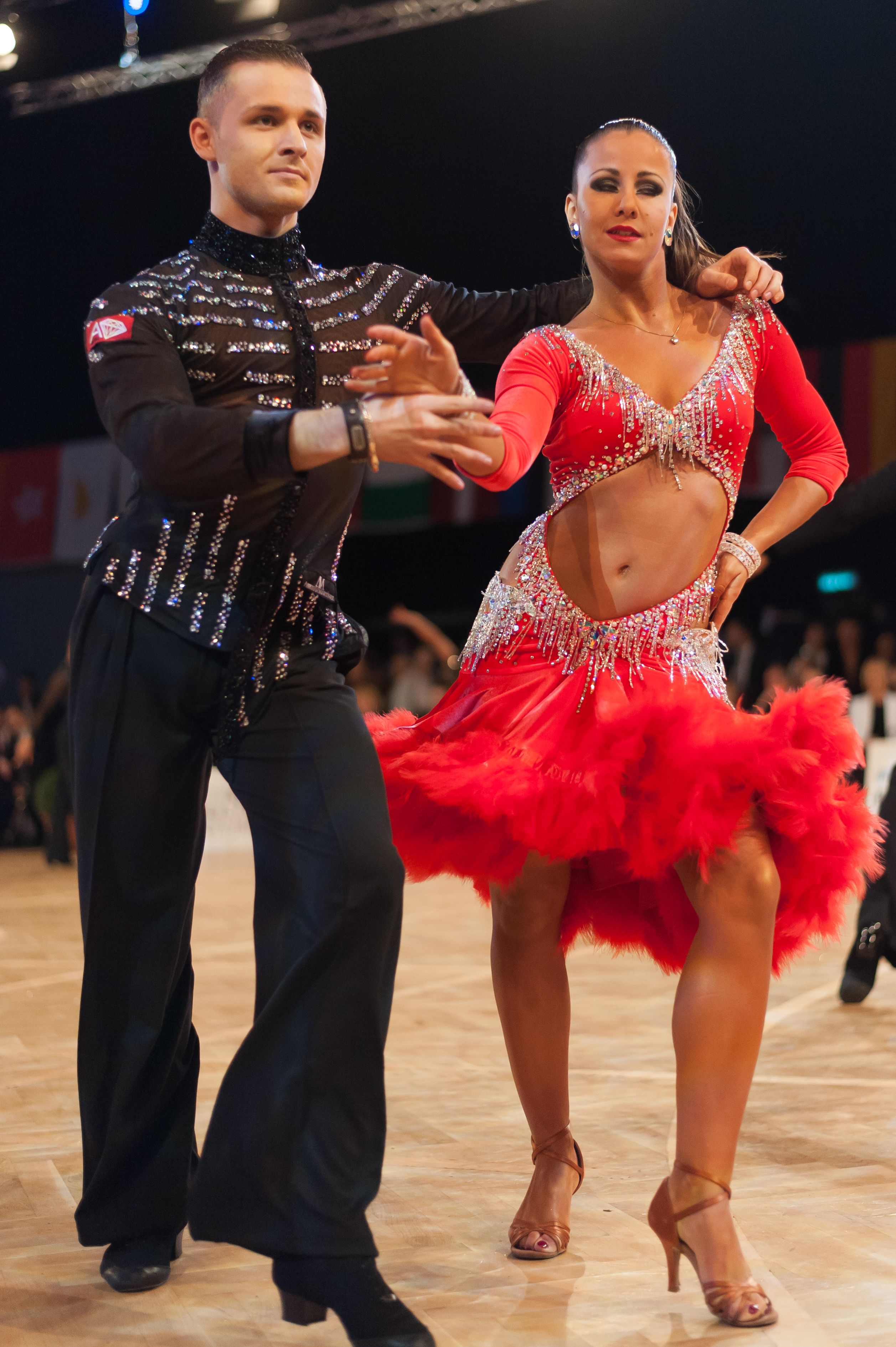
Rumba -  Cuba.
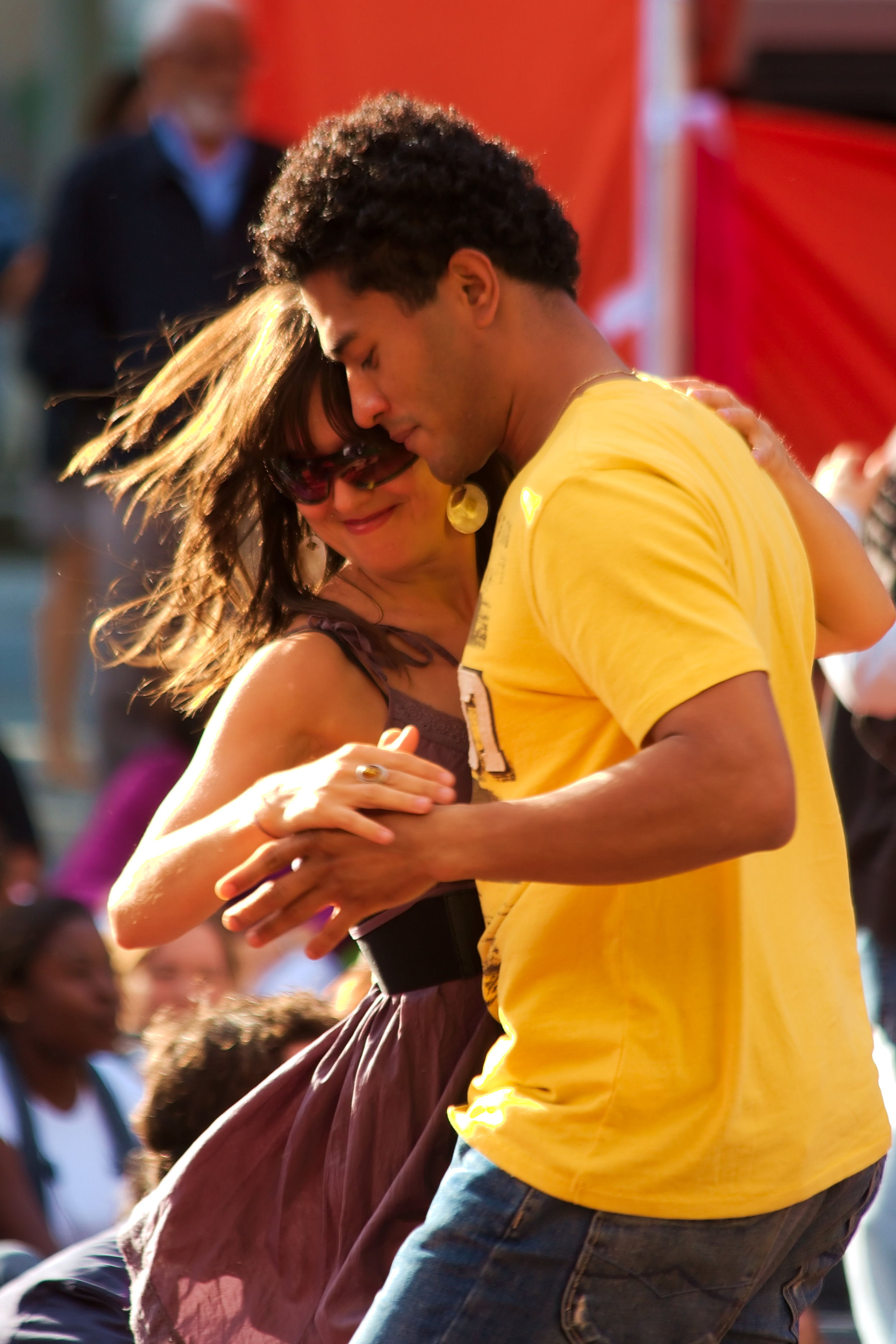
Merengue -  República Dominicana.
Alfabetos georgianos -  Georgia.
Cooperativa -  Alemania.
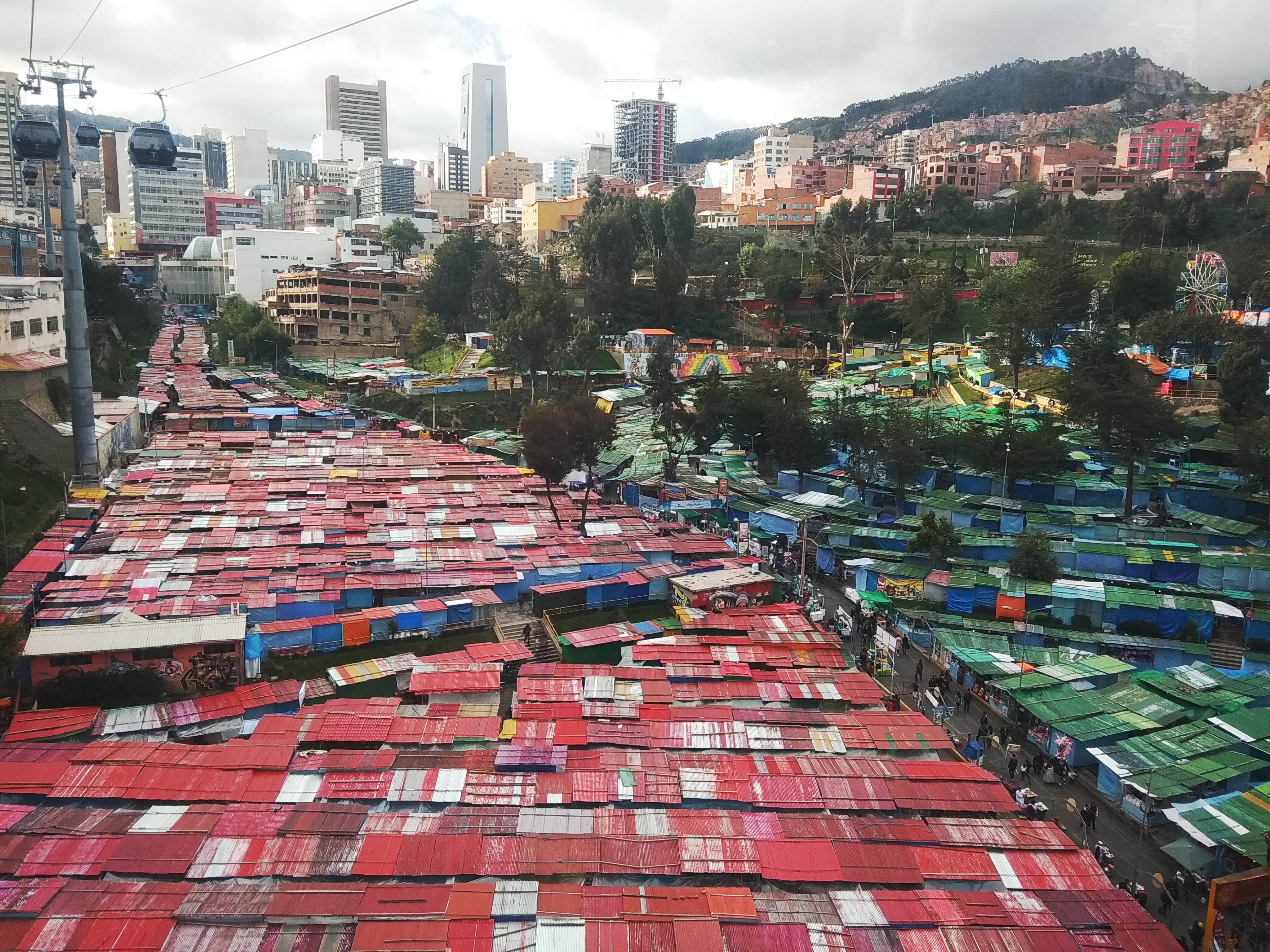
Feria de la Alasita.-  Bolivia.
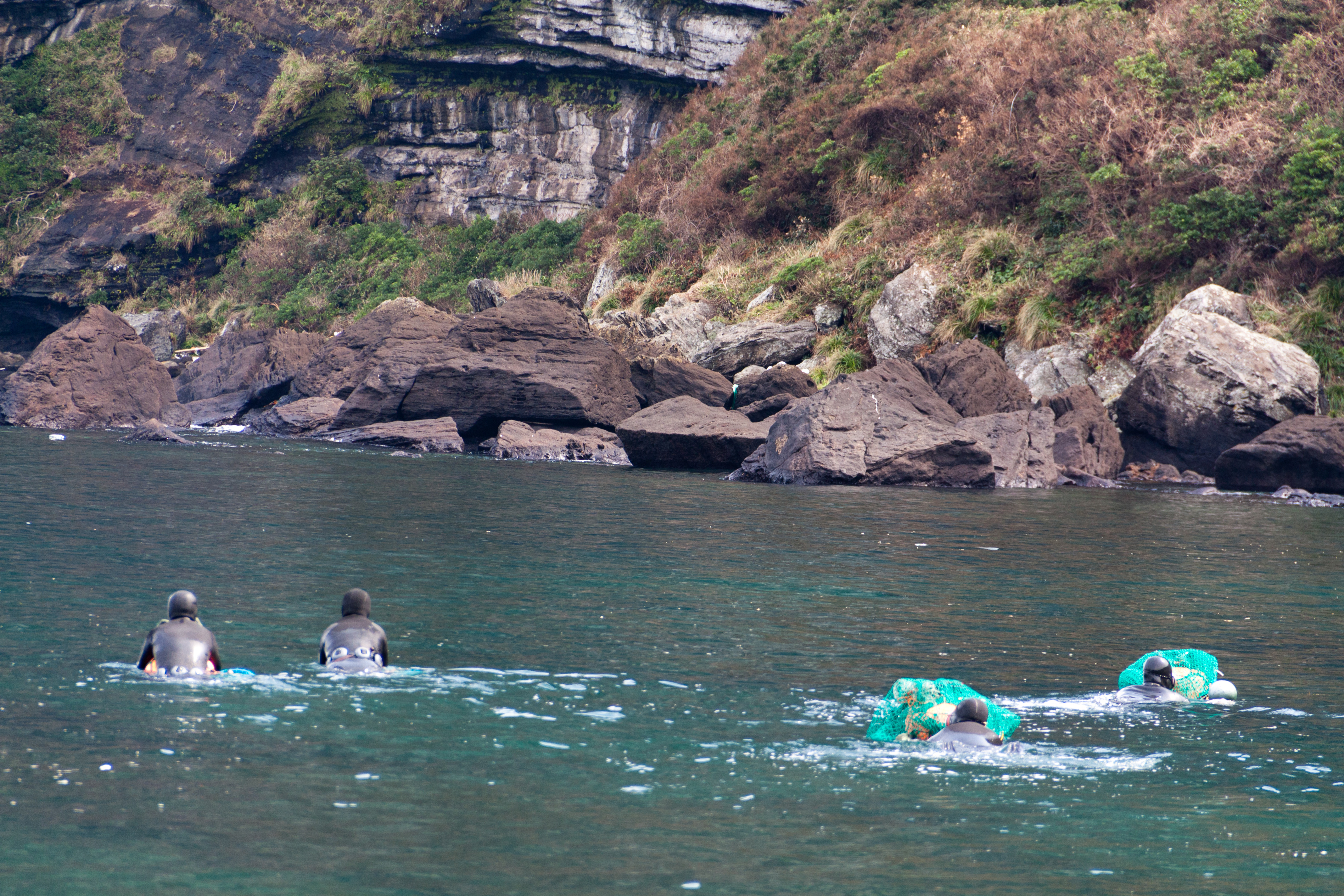
Haenyeo -  Corea del Sur.
Vallenato -  Colombia.
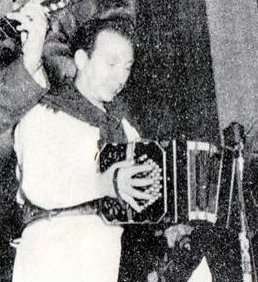
Chamamé -  Argentina.